# Ил-2

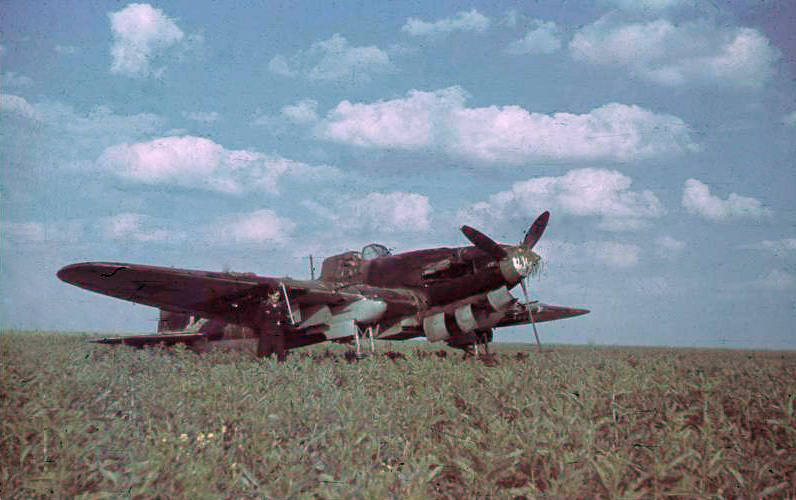
Ил-2, УССР, 1942 год, фото из архива ФРГ.

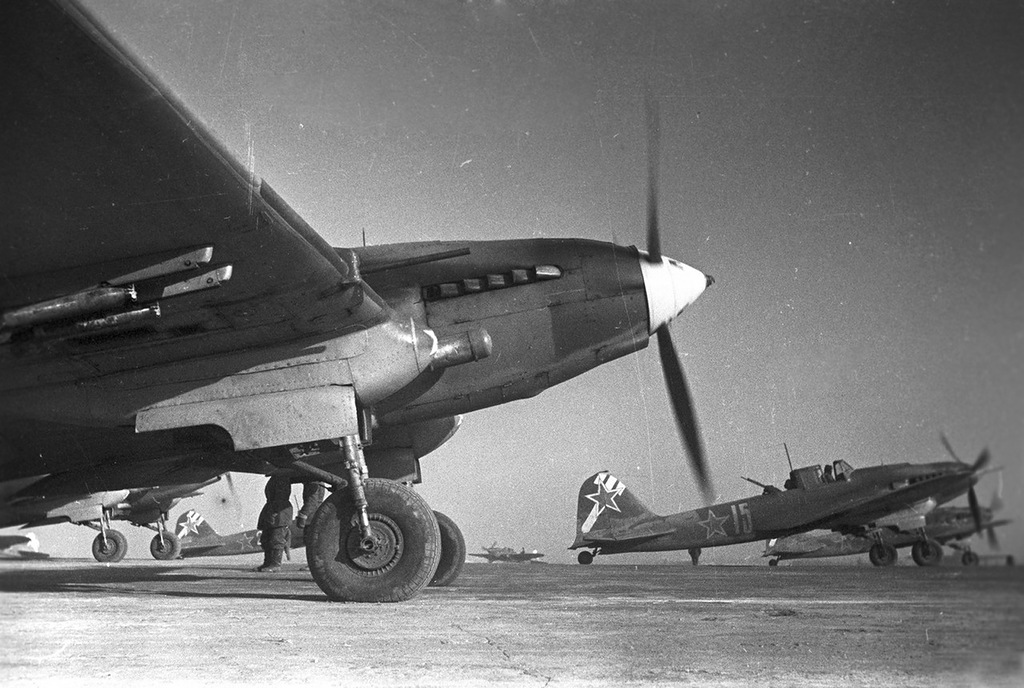
Советские ИЛ-2 вылетают на задание под Сталинградом, январь 1943 года.

Ил-2 (по кодификации НАТО: Bark) — советский штурмовик времён Второй мировой войны, созданный в ОКБ-240 под руководством авиаконструктора Сергея Ильюшина.
Самый массовый боевой самолёт в истории авиации, было выпущено более 36 тысяч штук.
Серийное производство началось в феврале 1941 года (Приказ А. И. Шахурина № 739 от 14.12.1940),
Ил-2 серийно производился на авиационных заводах № 18 в Воронеже (основные серийное производство до эвакуации завода в Куйбышев) и № 1 в Куйбышеве , на авиационном заводе № 30 в Москве. Из общего количества Ил-2 (36090) 70,6 % произведено в Куйбышеве — 25472 Некоторое время в течение 1941—1942 гг. самолёт выпускался заводом № 381 в Нижнем Тагиле.
Ил-2 принимал участие в боях на всех театрах военных действий Великой Отечественной войны, а также в Советско-японской войне.
Советские конструкторы называли самолёт «летающим танком». Пилоты-истребители люфтваффе прозвали Ил-2 «бетонным самолётом» (нем. Betonflugzeug). По утверждению некоторых советских авторов, солдаты вермахта называли его «чумой» (нем. Schwarzer Tod, дословно: «чёрная смерть»).
Прототип — «бронированный штурмовик» БШ-2 (заводское наименование ЦКБ-55) совершил первый полёт 2 октября 1939 года (лётчик-испытатель В. К. Коккинаки).

## Конструкция

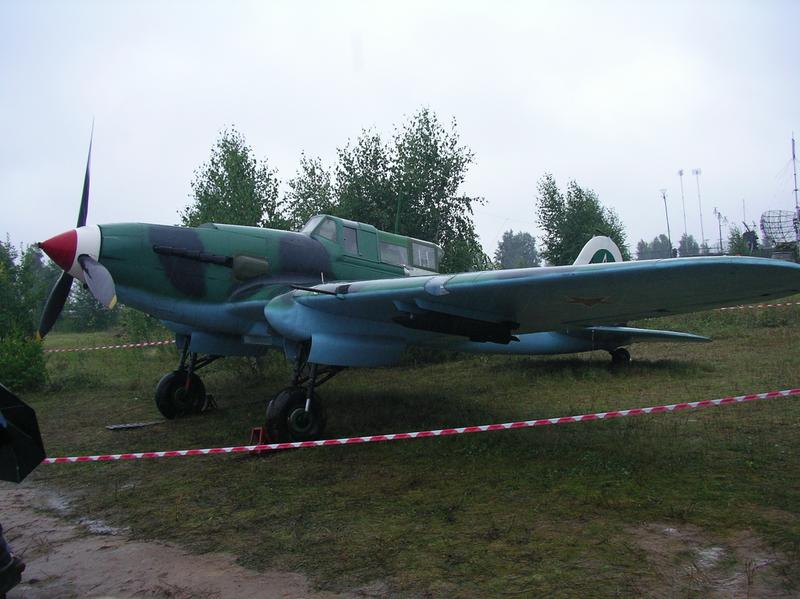
Ил-2М

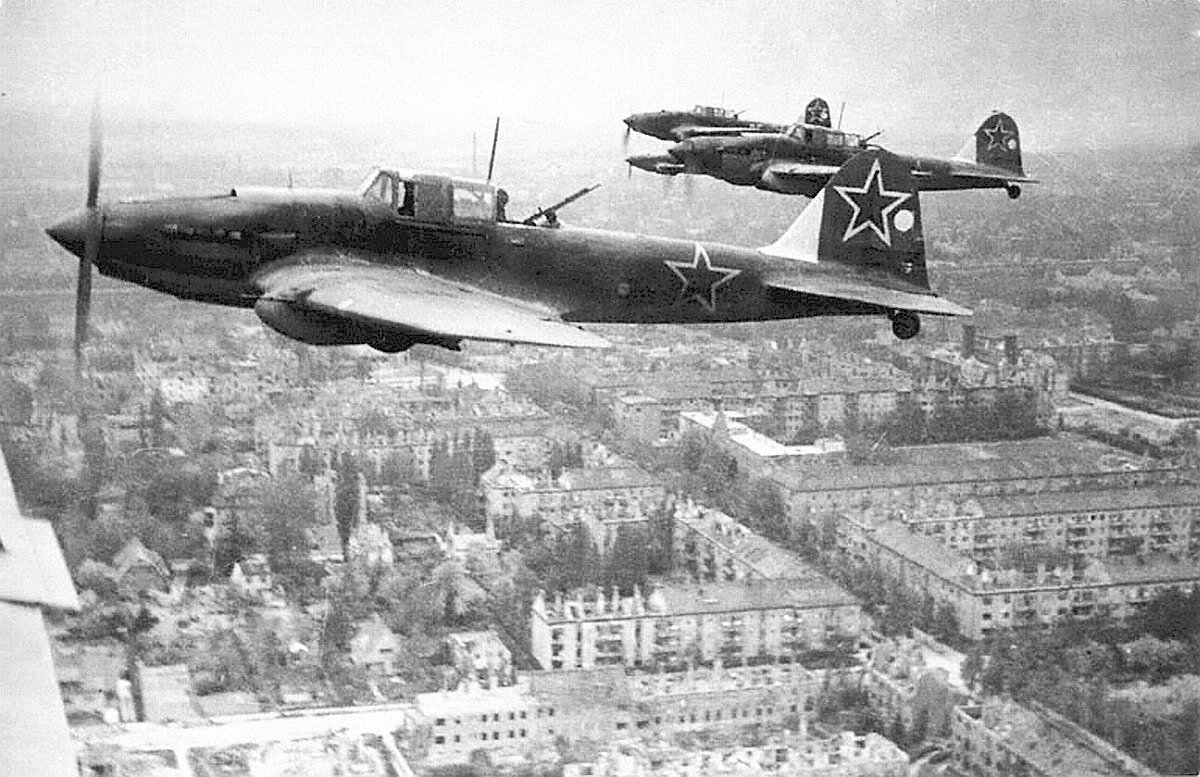
Звено Ил-2М над Берлином в 1945 году

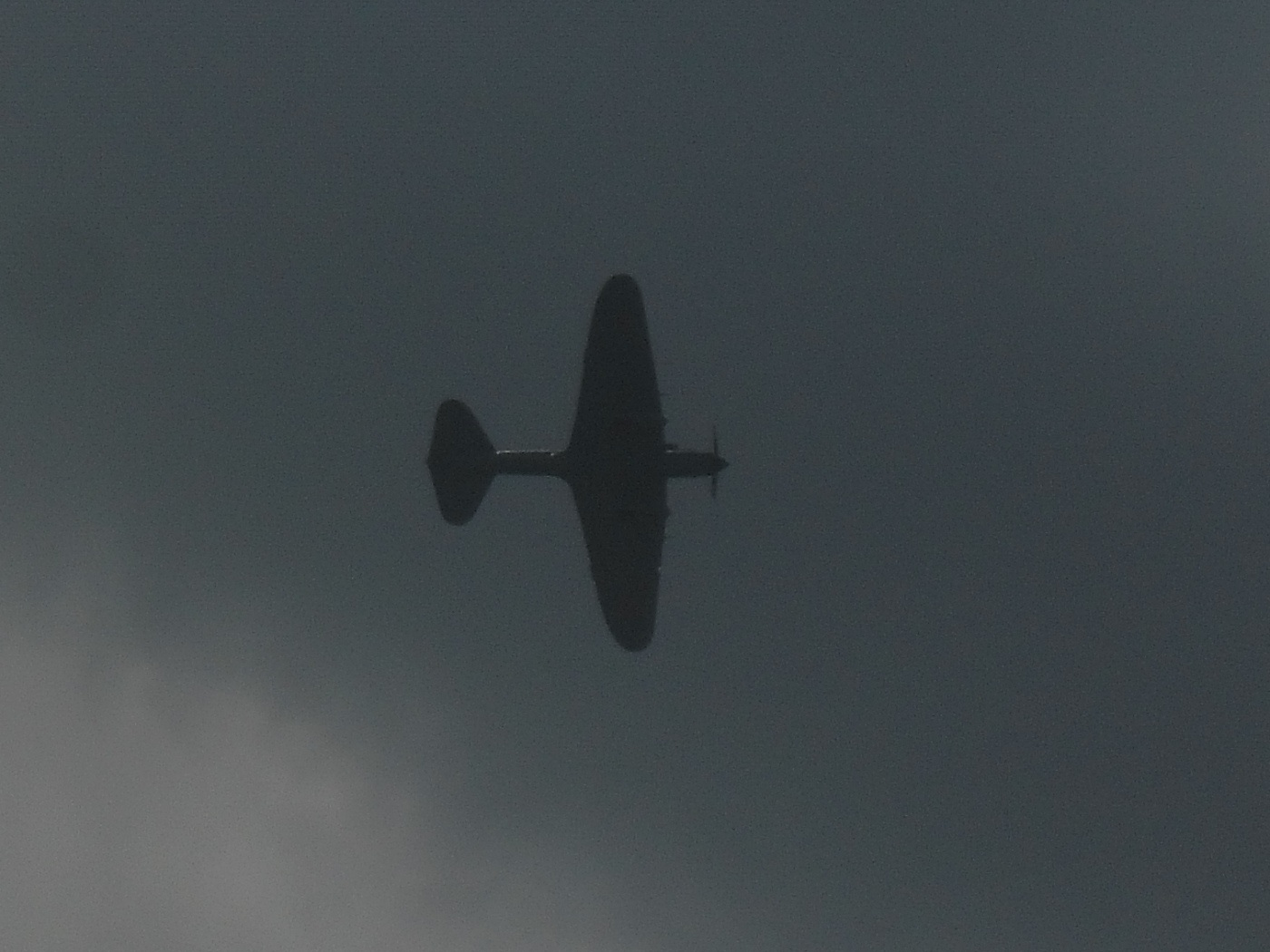
Восстановленный Ил-2 на «МАКС-2017»

Ил-2 — одномоторный классический моноплан смешанной конструкции с низкорасположенным крылом и убираемым в полёте двухстоечным шасси с хвостовым колесом.
В качестве силовой установки был применён V-образный поршневой бензиновый двигатель водяного охлаждения с воздушным винтом изменяемого шага.
Самолёт изначально проектировался для действий над полем боя, для непосредственной поддержки наземных войск, и имеет достаточно оригинальные конструктивные решения. За время производства несколько раз подвергался модификациям и целому ряду доработок.

### Планер
Выпускался в одноместном варианте на ранних этапах производства, затем в двухместном.
Фюзеляж технологически состоит из двух частей.
Носовая часть самолёта представляет собой разборный бронекорпус с эксплуатационными бронированными люками, в котором размещена винто-моторная установка, кабина лётчика и бензобаки. Бронекорпус полностью включался в силовую схему планера самолёта и воспринимал все нагрузки от двигателя, крыла и хвостовой части фюзеляжа.
Бронекорпус выполнялся из листов гомогенной брони АБ-1 (АБ-2) с переменной толщиной от 4 до 6 мм.
Верхние, боковые и нижние листы и крышки капота мотора имели толщину 4 мм. Боковые стенки, прикрывающие нижний и задний бензобаки, сделаны из 5- и 6-мм брони, а переднего бензобака — 4-мм. Боковые стенки кабины лётчика имели толщину 6 мм. Пол кабины изготавливался из 5-мм листов брони. Со стороны задней полусферы лётчик и задний бензобак защищались 12-мм бронеперегородкой из цементованной брони ХД. Одновременно она являлась и силовым шпангоутом стыка бронекорпуса с хвостовой частью фюзеляжа. Прозрачная броня устанавливалась также и за головой лётчика. Общий вес бронедеталей серийного Ил-2 составил 780 кг.
Хвостовая часть фюзеляжа состоит из деревянного каркаса с 16 рамами (шпангоутами) и 12 стрингерами. Рамы № 1, 11, 14, 15 — усиленные и выполнены из сплошной фанерной переклейки. Все остальные рамы — коробчатого сечения (фанерные стенки и сосновые пояса). Между рамами № 13 и № 14 установлена дюралевая жёсткость.
Стыковка носовой и хвостовой частей фюзеляжа производится на заклёпках с помощью дюралевых лент-накладок. В месте стыка частей фюзеляжа расположено рабочее место второго члена экипажа.
Кабина лётчика расположена в бронекорпусе, также сзади кресла установлена бронеплита из материала марки «ХД» толщиной 12 мм. Фонарь состоит из двух частей: неподвижной и подвижной, сдвигающейся на роликах по бортовым рельсам. При этом боковые передние стёкла подвижной части сдвигались, что давало возможность открывать замок фонаря снаружи. Передние бронестёкла толщиной 64 мм. Кабина стрелка находилась вне бронекорпуса и имела только локальное бронирование — 5-мм бронестенку со стороны задней полусферы. У стрелка было подвесное лямочное сиденье. Кабина стрелка закрывалась плексигласовым колпаком, который в летнее время снимали для лучшего обзора.
Крыло самолёта имеет два разъёма, которые делят его на три части — центроплан, неразъёмно соединённый с фюзеляжем, и две консоли. Силовой каркас крыла состоит из двух лонжеронов, 21 нервюры, стрингеров и обшивки. 22-я нервюра входит в конструкцию законцовки крыла. Лонжероны клёпаные, балочной конструкции, с катанными хромансилевыми термообработанными поясами постоянного таврового сечения и стенками из листового дюраля. С центропланом консоли стыкуются с помощью четырёх стыковочных узлов с конусными болтами.
На каждой плоскости крыла установлен элерон с полной весовой компенсацией, состоящий из двух половин — корневой и концевой. На корневых элеронах установлены флетнеры.
На нижней части центроплана и консолей установлены щитки-закрылки с пневматическим приводом. Каждый щиток состоит из двух частей и отклоняется на взлёте на угол 17°, на посадке — на угол 45°. Щитки приводятся в работу пневмоцилиндром — выключателем механизма, управление из кабины — тросовое. Давление в системе пневмопривода — 50 атм.
Профиль крыла — ClarkYH.
Стабилизатор цельнометаллический, с силовым каркасом лонжеронной конструкции. Состоит из двух половин, которые стыкуются между собой с помощью стыковочных гребёнок, установленных на верхних и нижних полках переднего и заднего лонжеронов стабилизатора четырьмя болтами каждая. Угол установки стабилизатора составляет минус 1° ±15′
Руль высоты с полной весовой компенсацией состоит из двух половин, состыкованных между собой. Каркас руля высоты дюралевый, обшивка — из полотна. На задней кромке РВ установлен триммер-флетнер. Полный угол отклонения РВ составляет вверх 28°, вниз — 16°40′.
Киль деревянной конструкции, выполнен заодно с фюзеляжем. К килю на трёх поворотных узлах подвешивается руль направления с флетнером. Полный угол отклонения РН составляет ±27° от нейтрали, угол отклонения флетнера — ±25°30′.
Управление рулём высоты и щитками осуществляется с помощью тяг, управление триммерами — тросовое (диаметром 3,5 мм), управление элеронами — смешанное. На поздних сериях выпуска устанавливался в системе тяг продольного управления механизм повышения устойчивости полёта, состоящий из контрбалансира и пружинного компенсатора, заметно упрощавший пилотирование, предотвращавший продольную раскачку и позволявший лететь до двух минут с брошенной ручкой управления. На строевых самолётах данный механизм устанавливался согласно бюллетеню промышленности № 85ИК.
Шасси самолёта состоит из двух основных стоек и хвостового колеса. Основные стойки имеют по одному тормозному колесу, тормоза пневматические. Уборка и выпуск шасси производится от пневмосистемы с редуцированным давлением 35 атм. Запас сжатого воздуха на самолёте размещается в двух 12-литровых баллонах с давлением зарядки 150 и 50 атм, причём, если первый баллон заряжается воздухом перед полётом от наземного источника, то второй подпитывается в полёте сжатым воздухом от компрессора АК-50, установленного на моторе. В случае израсходования воздуха и отказа воздушной системы шасси можно выпустить аварийно от ручного механизма с тросовым приводом.
Амортизаторы основных стоек имеют полный ход поршня 160 мм, заряжаются сжатым воздухом до давления 29 атм (при поднятой машине и вывешенных стойках) и заправляются амортизационной смесью в объёме 530 см³, состоящей из:
- глицерина технического — 70 %
- спирта-ректификата — 25 %
- воды дистиллированной — 5 %

Хвостовой костыль неубираемый, снабжён пневматиком 400х150. При рулении самоориентирующийся, при взлёте колесо принудительно фиксируется в нейтральном положении. Для гашения ударов установлен газо-масляный амортизатор с полным ходом штока поршня 110 мм. Начальное давление воздуха в амортизаторе костыля — 38 атм. Объём спиртоглицериновой смеси — 355 см³.
Давление накачки колёс шасси: основных стоек — 3,5-3,7 атм, колеса костыля — 3-3,5 атм.

## Двигатель
АМ-38Ф — 12-цилиндровый поршневой авиационный двигатель с наддувом, с 60° V-образным развалом цилиндров, форсированный, жидкостного охлаждения, создан как модификация мотора АМ-38. Имел более низкую степень сжатия в цилиндрах (6,0 против 6,8), что позволяло использовать более низкие сорта топлива. Обороты мотора АМ-38Ф с винтом АВ-5Л-158 на взлетном режиме увеличены до 2350 об/мин, при этом мощность увеличилась на 100 л. с. Из-за уменьшения диаметра крыльчатки нагнетателя высотность мотора снизилась с 1650 до 750 метров.
АМ-38Ф устанавливался на истребитель МиГ-3 и на двухместные варианты штурмовика Ил-2. Некоторые характеристики мотора:
- Рабочий объём двигателя — 46,66 литра.
- Степень сжатия в цилиндрах — 6+1
- порядок зажигания в цилиндрах: 1л-6п-5л-5п-3л-4п-6л-1п-2л-5п-4л-3п
- Система запуска — воздушная ВС-50, от бортового баллона со сжатым воздухом с давлением 35-50 атм.
- Мощность на взлётном режиме работы (не более 5 мин) при оборотах коленвала 2350±2 — 1700-2 % л. с.
- Мощность на номинальном режиме работы на расчётной высоте 750 метров, при оборотах коленвала 2050±2 % — 1500±2 % л. с.
- Мощность мотора на эксплуатационном режиме работы при оборотах коленвала 2050 об/мин — 1350 л. с.
- Минимально допустимые обороты холостого хода — 450 об/мин
- Максимально допустимые обороты на пикировании (не более 30 сек) — 2250 об/мин
- Применяемое топливо — 4Б-78 Уфимское, с октановым числом 95; 4Б-78 Бакинское, с октановым числом не меньше 93; этилированный бензин Б-95.
- Расход топлива на взлётной мощности, г/л. с. ч — 305—325
- Расход топлива на номинальной земной мощности, г/л. с. ч — 285—305
- Расход топлива на эксплуатационной мощности, г/л. с. ч — 270—285
- Сорт моторного масла — «МС» или «МК-В» летом, «МЗС» — зимой.
- Охлаждающая жидкость — мягкая вода с добавлением 0,3 % хромпика по весу — 22 кг.
- Габаритные размеры мотора, Д-Ш-В, мм: 2287х878х1084
- Вес мотора сухой — 880±2 кг[10].

Агрегаты мотора:
- бензонасос БНК-10
- карбюратор тип К-38, 4 шт.
- шестерёнчатый маслонасос с давлением нагнетания до 8 кг/см²[11]
- центробежная водяная помпа с давлением 1,4-1,8 кг/см²
- магнето тип БСМ-12Ш, 2 шт (правое и левое)
- свечи зажигания экранированные ВГ-27
- генератор ГС-10-350 или ГС-1000
- компрессор воздушный тип АК-50
- вакуумпомпа АК-4[12]
- маслопомпа автопилота МК-1[12]

Эксплуатация
Моторы АМ-38 и АМ-38Ф имели огромное количество конструктивно-производственных дефектов и ограничений в эксплуатации и не отличались большой надёжностью.
Ресурс мотора был установлен в 100 часов суммарной наработки, из которых на взлётном режиме — не более 3 ч. 20 мин.
Периодичность обслуживания мотора была установлена по наработке — через каждые 30 часов. Замена моторного масла: летом каждые 15 часов, зимой каждые 30 часов. Регулировка свечей зажигания каждые 25-30 часов.

### Топливная система
На Ил-2 включает три основных бензобака: верхний (передний), нижний, задний и два съёмных подвесных бензобака. Общая ёмкость основной системы — 730 литров (520—550 кг). Ёмкость подвесных бензобаков — 2 × 150 литров, в сумме 1030 литров (730—775 кг).
В качестве расходного использовался задний фюзеляжный бак, в который топливо из остальных баков поступало самотёком. Из-за несовершенства топливной системы невырабатываемый остаток мог доходить до 55÷60 литров.
Заправка самолёта топливом производится через заливную горловину на переднем баке, по остальным бакам топливо распределяется самотёком. Время полной заправки — 22-24 минуты. Также необходимо отдельно заправлять заливной бачок для запуска мотора — летом обычным моторным топливом, зимой — смесь из 80 % моторного топлива и 20 % эфира. Топливомеры ползункового типа (реостаты), указатель бензиномера типа БЭ-09.
Топливо 4Б-78 представляет собой смесь авиационного бензина Б-78 с добавкой 4 см³ продукта Р-9 на 1 кг топлива. Продукт Р-9 — это высокотоксичная смесь для повышения октанового числа нефтепродуктов, состоящая из 55 % тетраэтилсвинца, 35 % бромистого этила, 10 % монохлорнафталина и красного красителя.
Для предотвращения возгорания бензина при прострелах топливных баков была введена система нейтрального газа. На борту самолёта был установлен баллон с углекислотой объёмом 2 литра, заряжаемый до давления 150 атм (1200 гр жидкого СO2). В полёте углекислота подаётся в надтопливное пространство бензобаков.

### Масляная система двигателя
Предназначена для смазки движущихся частей мотора в процессе работы. Масло находится в картере мотора (8-18 литров), в маслорадиаторе ОП-446 (13 литров), в маслобаках и трубопроводах. Общая ёмкость системы 81 литр. В полёте часовой нормированный расход масла составляет 13 кг/час.
Для повышения оперативной готовности к вылету на самолёты поздних серий выпуска стали устанавливать систему разжижения моторного масла бензином — при соблюдении процедуры перед выключением двигателя такое масло позволяло запускать мотор без подогрева масла при температуре наружного воздуха до −30°С.
Из-за несовершенства маслосистемы мотора АМ-38 и АМ-38Ф на самолёте Ил-2 не допускался ввод в пикирование с отрицательной продольной перегрузкой (пикирование с прямой) и (или) раскрутка винта мотора свыше 2250 об/мин. При отрицательной перегрузке наступало масляное голодание мотора из-за падения давления масла до 0,2 кг/см², выброс масла из суфлёра и последующее за этим разрушение вкладышей коренных подшипников, разрушение шатунных вкладышей, обрыв шатунов и шпилек шатунов и как результат — заклинивание мотора.
Из-за эксплуатации самолётов на пыльных грунтовых аэродромах имел место повышенный износ деталей цилиндро-поршневой группы, в первую очередь поршневых колец, что приводило к дымлению выхлопа и повышенному расходу масла в полёте. Из-за расхода масла в эксплуатации была ограничена продолжительность полёта самолёта до 1 ч. 10 мин ÷ 1 час 15 мин. Минимально допустимое количество масла в маслосистеме, после которого начинается пульсация давления (с амплитудой 7÷1 кг/см²) и масляное голодание мотора, составляет 34-36 литров.
По эксплуатационному бюллетеню были введены сетчатые воздухофильтры, а с июня 1942 года маслосистема Ил-2 была доработана: был установлен второй маслобак и подведено масло к первой опоре коленчатого вала мотора, что несколько уменьшило количество проблем с маслосистемой мотора.

### Система охлаждения двигателя
Система закрытого типа с давлением 1,4-1,5 атм. Общая ёмкость системы 77-80 литров пресной воды, с добавлением калиевой соли дихромовой кислоты (хромпик) из расчета 3 гр. на литр воды. Радиатор типа ОП-86, с вручную регулируемой заслонкой продува. При минусовых температурах наружного воздуха вода из системы после полёта сливается, а при подготовке к полёту предварительно подогревается наземными службами и заливается в систему, время полного заполнения — 3-5 минут. При работе с охлаждающей жидкостью соблюдались определённые меры безопасности, так как дихромат калия высокотоксичен и канцерогенен.

## Спецоборудование самолёта

### Электрооборудование самолёта
На Ил-2 установлена бортовая сеть на 27 вольт постоянного тока. На самолётах до № 1875102 электропроводка выполнена двухпроводной, все провода экранированные. На самолётах после № 1875102 вся бортовая сеть выполнена однопроводной, проводами без экранирующей оплётки (за исключением проводов зажигания, тахометра, радио и участка проводки от генератора до регуляторной коробки), с заземлением на массу минусовых проводов сети. В качестве источников электроэнергии использовался установленный на моторе генератор постоянного тока ГС-10-350 (мощностью 350 ватт и отдаваемым в сеть напряжением 27,5 вольт) и кислотная аккумуляторная батарея 12-А-10 (напряжением 24 вольта и ёмкостью 10 А·ч). При необходимости проверок под током к самолётному борту можно было подключить наземную аккумуляторную батарею.
Вся электропроводка собрана в жгуты, обмотана киперной лентой и отбандажирована на дюралевых хомутах. Для улучшения ремонтопригодности самолёта в однопроводной бортовой сети стали использовать деление жгутов на участки и ввели 15 разъёмных панелей.
Для питания радиооборудования на самолёте были установлены электромашинные преобразователи напряжения — умформеры. Анодная цепь радиоприёмника РСИ-4 питается от умформера типа РУ-11А, анодная цепь передатчика РСИ-4 — от умформера РУН-30А.

### Приборное оборудование самолёта
- авиагоризонт АГЦ-1
- указатель поворота УП
- указатель скорости
- высотомер
- вариометр
- компас КИ-11
- часы АЧО
- трёхстрелочный индикатор (давление бензина, давление масла, температура выходящего масла)
- бензиномер БЭ-499
- тахометр ТЭ-22
- мановакуумметр
- термометр выходящей воды ТВЭ-41
- термометр входящего масла ТМЭ-41
- вольтметр

### Радиооборудование самолёта
- приёмо-передающая (в оригинале — «передаточная») станция РСИ-4
- радиопеленгаторная станция (радиополукомпас) РПК-10
- переговорное устройство СПУФ-2 (на двухместных вариантах)

## Вооружение

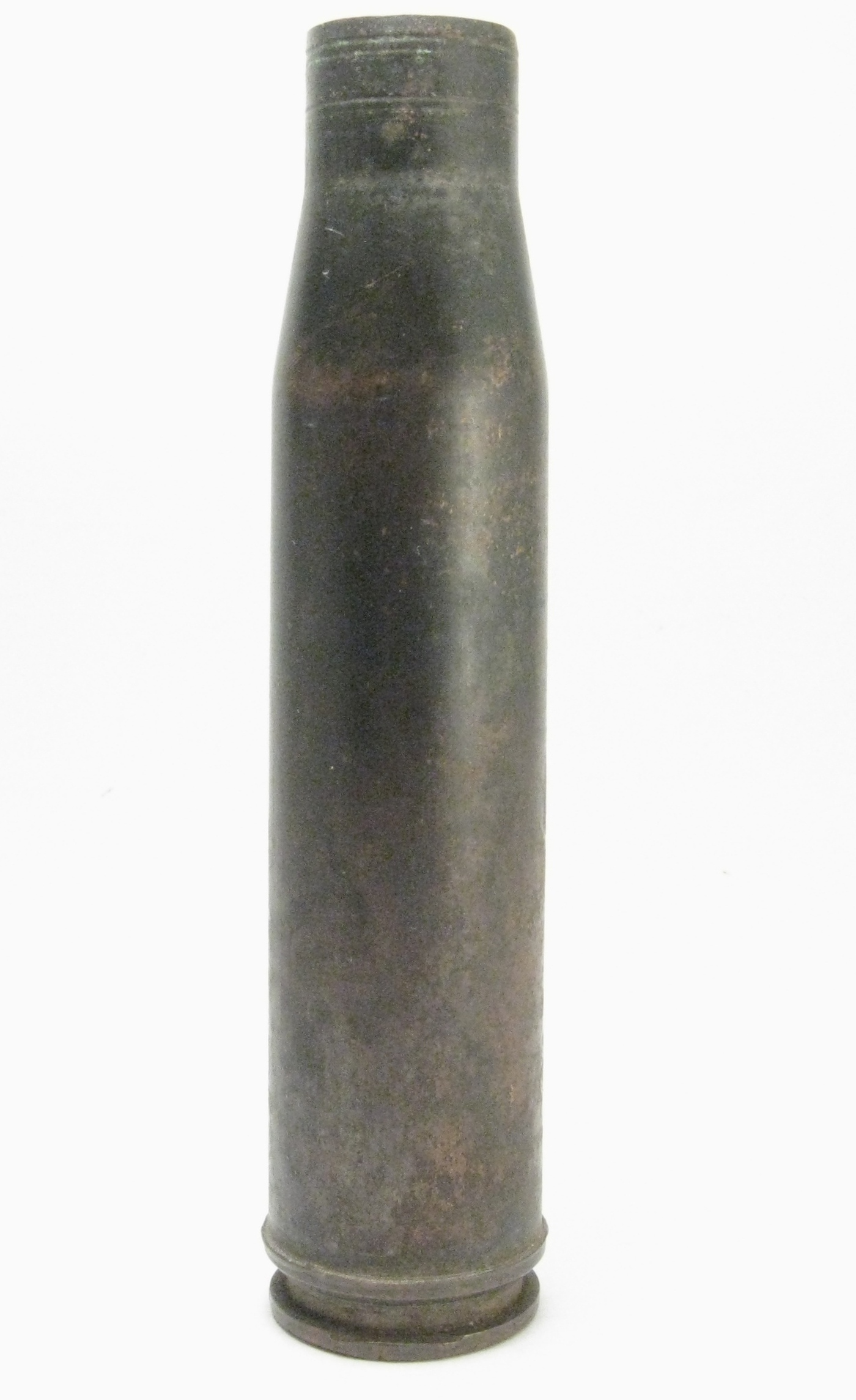
Гильза от ВЯ-23

- Две пушки в консолях крыла (первоначально — 20-мм ШВАК, в основной серии — 23-мм ВЯ, в противотанковом варианте — 37 мм), испытывался образец с пушками 45 мм.
- Два пулемёта ШКАС (крыльевые)
- Авиабомбы, контейнеры ПТАБ
- Реактивные снаряды РС-82 или РС-132
- В качестве оборонительного вооружения на двухместных вариантах устанавливался пулемёт УБТ калибром 12,7 мм.

В эксплуатационной документации того времени указывается, что самолёт Ил-2 двухместный имеет следующее вооружение:
- пулемётно-пушечное
- бомбардировочное и специальное
- ракетное

Пулемётно-пушечное вооружение состоит из:
- двух крыльевых пушек «ВЯ» калибра 23 мм с боезапасом по 150 снарядов на пушку.
- двух крыльевых пулемётов «ШКАС» калибра 7,62 мм, с боезапасом по 750 патронов на пулемёт
- пулемёта «УБТ» в задней кабине, с боезапасом 150 патронов

Управление крыльевым неподвижным вооружением — ведение огня и перезарядка осуществляется от воздушной сети самолёта. Прицеливание для стрельбы производится с помощью прицела ВВ-1, состоящего из сетки, нанесённой на переднем стекле фонаря и мушки на фюзеляже. Пулемёт УБТ установлен на турели в задней кабине и позволяет обстреливать сектор: вверх — 45°, вниз — 12°, вправо-влево — 35° от нейтрали.
Бомбардировочное и специальное вооружение самолёта состоит из внутренний и наружной подвески бомб и специальных приборов.
Для внутренней подвески бомб в центроплане имеется 4 отсека с держателями Дер-21, в каждый из которых могут быть загружены бомбы калибром от 1 до 100 кг. Для наружной подвески бомб и специальных приборов под центропланом имеются балочные держатели с замком МДЗ-42, на которые могут подвешиваться бомбы калибром от 50 до 250 кг или специальные приборы. Управление сбросом бомб электрическое, от электросбрасывателя ЭСБР-3П, с механическим дублёром. Прицеливание производится прицелом ВВ-1 или прибором ВМШ-2 (временной механизм штурмовика) в кабине лётчика.
Варианты нагрузок двухместного самолёта:
- нормальный 300 кг на наружной и внутренней подвеске:
  - 6 бомб калибра 50 кг
  - или 3 бомбы калибра 100 кг
  - или ампулы АЖ-2 — 200 шт
  - или бомбы калибром от 1 до 25 — от 192 до 8 шт
- перегрузочные варианты нагрузок до 600 кг:
  - 6 бомб калибра 100 кг
  - или 2 бомбы калибра 250 кг
  - или бомбы калибром от 1 до 25 — от 272 до 24 шт
  - или спецприборы — 2 шт по 250 кг

Примечание. Нормальная бомбовая нагрузка одноместного самолёта — 400 кг, перегрузочный вариант — 600 кг.
Номенклатура загружаемых боеприпасов:
На замки Дер-21 (в отсеках):
- ФАБ-100
- ФАБ-100цк
- ФАБ-50
- ФАБ-50цк
- ЗАБ-50ТГ
- ЦАБ-II-40

В отсеки (навалом):
- ЗАБ-2,5-1
- ЗАБ-2,5Т
- АО-2,5сч
- АО-10-6,5
- АО-10сч
- АО-15
- АО-2,5 М1
- Амп. АЖ-2

Наружная на МДЗ-42:
- ФАБ-50
- ФАБ-50цк
- ФАБ-50ТГ
- ЦАБ-II-40
- ФАБ-100
- ФАБ-100цк
- ФАБ-250
- ФАБ-250цк
- БРАБ-220
- ЦАБ-II-250

Реактивное вооружение самолёта Ил-2 включает четыре держателя РО-82 под крылом, на которые подвешиваются 4 ракетных снаряда РС-82 общей массой 28 кг. Наводка на цель с помощью прицела ВВ-1.
Специальное вооружение включало два химических выливных авиационных прибора ВАП-250. В связи с тем, что боевые отравляющие вещества в годы ВМВ СССР не применялись, ВАП-250 заправлялись керосином с шариками белого фосфора. В таком варианте Ил-2 применялись для огнеметания с предельно малых высот.

## Модификации Ил-2
В документации военных лет обычно не использовались различные добавочные литеры к наименованию самолёта. Применялось обозначение: «Самолёт Ил-2», или «Ил-2 с мотором АМ-38».
- Выпускался в одноместном (лётчик) и двухместном вариантах (лётчик и воздушный стрелок). Различные технологические и конструктивные изменения вносились постоянно — например, в конце 1941 года была внедрена деревянная конструкция хвостовой части фюзеляжа, с внешними металлическими стрингерами. Менялось бронирование, вооружение.
- Ил-2 (одноместный) — серийная модификация штурмовика, не оборудованного кабиной для заднего стрелка. В связи с большими боевыми потерями одноместного варианта в некоторых авиационных частях предпринимались успешные попытки переоборудования одноместного Ил-2 в двухместный.[15]

В первые же дни войны выявилось, что одноместные штурмовики несут неоправданно большие потери от истребителей противника. По требованию лётчиков во всех штурмовых полках инженерно-технический состав с участием самих пилотов начал изыскивать пути защиты самолёта от нападения истребителей. В верхней части фюзеляжа прорезали отверстие для возможности разместить стрелка и смонтировать хотя бы примитивную установку пулемёта с минимальным боекомплектом. Первыми воздушными стрелками стали механики и мастера по вооружению. Нагрузка на вооруженцев резко возросла — надо было и на задание летать, и, возвратившись, успевать готовить вооружение к полёту. Летали они с большим желанием, хотя и называли между собой временную конструкцию позиции стрелка «кабиной смерти».
— С. Н. Иконников. «Война глазами авиаинженера», раздел «Боевой вылет на Ил-2».
В ряде случаев даже ограничивались имитацией задней пушки, устанавливая в прорезь кабины направленный на хвост муляж, который с расстояния эффективно отпугивал пилотов немецких истребителей от захода такому штурмовику «в хвост» самим своим видом. Вооружение: две пушки ШВАК (до 500 снарядов) или две пушки ВЯ-23 (300 снарядов), два пулемёта ШКАС (1500 патронов), восемь снарядов РС-82 и 400—600 кг бомб. Скорость у земли 372—382 км/ч.
- Ил-2 (двухместный) — серийная модификация, оборудованная кабиной стрелка с фонарём и пулемётами ШКАС или УБТ, смонтированными на полутурельной установке. Начал широко использоваться в поздние периоды войны (на второй фотографии в начале статьи представлено звено таких самолётов Ил-2(Д)). Для связи лётчика и стрелка использовалась трёхцветная сигнализация и переговорное устройство СПУ-2.[18] Полётная масса увеличилась на 270 кг. Скорость снизилась на 26 км/час. Вооружение: две пушки ВЯ-23, два пулёмета ШКАС, восемь снарядов РС-82 или четыре РС-132, 400—600 кг бомб.[19]
- Ил-2 АМ-38Ф — штурмовик с форсированным двигателем АМ-38Ф, имевший, по сравнению с АМ-38М, на 100 л. с. большую взлётную мощность. Первый одноместный серийный Ил-2 (зав. № 182412) с опытным двигателем АМ-38Ф поступил для снятия лётных данных по программе приёмо-сдаточных испытаний серийных самолётов с дополнением по испытанию работы ВМГ в ЛИС 18-го авиазавода 31 июля 1942 года.
С января 1943 года двигатели АМ-38Ф стали устанавливаться на все серийные штурмовики Ил-2, как одноместные, так и двухместные, на всех авиазаводах, выпускавших эти самолёты. К январю 43-го 24-му авиамоторному заводу удалось изготовить 377 двигателей АМ-38Ф. Доработка двигателя позволила использовать более доступный низкооктановый бензин. Была установлена новая турель с увеличенным сектором обстрела.[19]
С января 1943 года двухместный Ил-2 с двигателем АМ-38Ф пошёл в крупносерийное производство, а уже с 1 февраля все основные производители «Илов» — 1-й, 18-й и 30-й авиазаводы — полностью перешли на его выпуск.
- Ил-2 КСС (крыло со «стрелкой») — серийная модификация Ил-2 АМ-38Ф с тем же двигателем АМ-38Ф, но форсированным до 1720 л. с., с некоторыми аэродинамическими и конструктивными улучшениями. Крыло было перепроектировано с целью смещения вперёд центровки самолёта, нарушенной размещением стрелка с пулемётом, и получило стреловидность 15° по передней кромке внешних частей консолей. Таким способом удалось вернуть центровку двухместного самолёта к значению центровки одноместного (28,0 % САХ). Помимо этого, крыло стало цельнометаллическим (на предыдущих модификациях было деревянным), что повысило живучесть и ремонтопригодность в полевых условиях.[19][20] Вместо металлического бака устанавливались фибровые протектированные бензобаки, в которых большинство мелких пробоин через некоторое время затягивалось специальным составом-протектором, имеющим свойство загустевать на открытом воздухе. На испытаниях баки сохраняли герметичность даже с 17 пробоинами от пуль калибра 7,92 и 13 миллиметров, выпущенных из немецкого оружия.[5]
С целью улучшения устойчивости Ил-2 в полёте и управления на самолёты Ил-2 АМ-38Ф устанавливались амортизационные пружины и контрбалансир в системе управления рулём высоты, разработанными в ЛИИ НКАП М. Л. Милем (впоследствии ставшим главным конструктором вертолётов). Контрбалансир уравновешивал силы инерции, возникающие от весовой компенсации руля высоты при криволинейном полёте. Амортизационная пружина предназначалась для повышения запаса продольной динамической устойчивости штурмовика при полёте с брошенной ручкой управления — натяжение амортизационной пружины создавало постоянно действующую силу, возвращающую руль высоты в исходное положение при изменении режима полёта самолёта под действием внешних сил. Благодаря совокупности принятых мер, самолёт стал проще в освоении и пилотировании, повысилась также точность стрельбы.[20] К концу 1944 года заводами № 18, 1 и 30 было отправлено в части ВВС КА 7377 модифицированных штурмовиков Ил-2 с металлическими крыльями стрельчатой конструкции, при этом авиазавод № 1 выпускал Ил-2 и с деревянным крылом.
- Ил-2 М-82 — опытный вариант штурмовика, оборудованный двигателем воздушного охлаждения М-82 с взлётной мощностью 1675 л. с. Эта разработка была начата после захвата Смоленска немцами 16 июля 1941 года, что привело к угрозе захвата Москвы и вынужденной эвакуации завода, производившего двигатели А. Микулина АМ-38 за Урал. Появился риск нехватки этих двигателей. Однако, с мая 1942 года в Перми развернулось производство двигателя М-82 мощностью 1676 л. с. Этот двигатель был доступен в количествах, достаточных для того, чтобы подвигнуть ОКБ Ильюшина к разработке варианта Ил-2 под новый двигатель. Двигатель М-82 устанавливался несколько ниже и без бронирования, поскольку имел воздушное охлаждение и, согласно отчётам по боевому применению, был менее уязвим для огня противника. Вместе с тем было бронировано место воздушного стрелка с пулемётом УБТ. Самолёт имел новый винт с коническим коком и увеличенные до 724 литров топливные баки. По своим характеристикам Ил-2 М-82 незначительно уступал исходному Ил-2, но к тому времени стало ясно, что перебоев с двигателями АМ-38 не будет. Был также построен одноместный Ил-2 М-82ИР, который успешно прошёл заводские испытания к середине августа 1942 года (отчёт по испытаниям утверждён 18 августа 1942 года), однако на государственные испытания штурмовик не передавался и в дальнейшем все работы по установке двигателя воздушного охлаждения были прекращены. Обозначение Ил-4 перешло к дальнему бомбардировщику ДБ-3Ф.
- Ил-2 ШФК-37 — опытный одноместный вариант штурмовика с двигателем АМ-38, вооружённый, помимо двух крыльевых пулемётов ШКАС, двумя 37-мм авиационными пушками конструкции ОКБ-15 Б. Г. Шпитального ШФК-37 (Шпитальный, фюзеляжно-крыльевая, калибра 37 мм), восемью снарядами РС-82 и 200 кг бомб. Из-за больших размеров пушки её пришлось расположить под крылом в громоздком обтекателе.[19] 9 штурмовиков принимали участие в боевых действиях 688-го ШАП 228-й ШАД 16-й ВА с 27 декабря 1942 года по 23 января 1943 года под Сталинградом при уничтожении окружённой немецкой группировки в полосе 65-й армии генерал-лейтенанта П. И. Батова. Боевые действия велись с полевых аэродромов с/х «Пролетарий», затем станицы Качалинская. В серию не пошёл.
- Ил-2 НС-37 — серийная модификация двухместного Ил-2 АМ-38Ф, на который с целью повышения противотанковых возможностей штурмовой авиации устанавливались две пушки НС-37 калибра 37 мм 11П-37 ОКБ-16 с боекомплектом по 50 ленточных снарядов на пушку, которые укладывались в отсеки крыла, с бомбовой нагрузкой 100 кг в нормальном варианте и 200 кг в перегрузочном. Применение реактивных снарядов не предусматривалось. Лётная масса увеличивалась на 760 кг. Впервые эти самолёты применялись во время Курской битвы против скоплений немецких танков.[21]
- Ил-2 НС-45 — опытный образец самолёта Ил-2 АМ-38Ф с двумя крыльевыми пушками НС-45. Полигонные испытания Ил-2 с НС-45 показали неудовлетворительную эффективность стрельбы из них в воздухе по малоразмерным целям, главным образом из-за сильной отдачи пушек при стрельбе — максимальная сила отдачи авиапушки на наземном станке достигала 7000 кг. В серию не пошёл.
- Ил-2Т — по опубликованному свидетельству бывшего авиамеханика 23 ОШАП ЧФ, в одной из эскадрилий полка имелось звено самолётов Ил-2Т, совершавшее боевые вылеты в 1944 году. Модификация представляла собой Ил-2м3, в котором для экономии массы были демонтированы пушки ВЯ-23 и из стрелкового вооружения остались 3 пулемёта: 2 крыльевых и пулемёт заднего стрелка. Благодаря этому машина была способна поднять самую маленькую советскую торпеду 45-36АН. Однако до сих пор не обнаружены документы, подтверждающие существование данной модификации, хотя существуют многочисленные авиамодели; также модификация используется в видеоиграх.[22][23]
- Ил-2У — учебно-тренировочный вариант двухместного Ил-2. На месте стрелка в задней кабине было оборудовано место инструктора с управлением-дублёром. Вооружение: два пулемёта ШКАС (750 патронов), два снаряда РС-82 и 200 кг бомб.[24]
- Ил-2И (истребитель бомбардировщиков) — одноместный вариант, переделанный из серийного двухместного Ил-2. Было усилено крыло, сняты пулемёты ШКАС, бомбардировочное вооружение и узлы подвески снарядов РС. Устанавливались две пушки ВЯ-23 и замки для подвешивания двух бомб по 250 кг. Самолёт был облегчён на 760 кг. Скорость на высоте 1300 метров — 415 км/час. Серийно не выпускался.[25]
- Ил-2КР — разведчик и корректировщик артиллерийской стрельбы, серийно изготавливаемый заводом № 1. За счёт уменьшения по высоте заднего бензобака (ёмкость уменьшилась на 120 литров) в освободившимся пространстве устанавливался комплект из радиопередатчика РСБ-3бис и приёмника УС-4 с источниками питания, также ставился аэрофотоаппарат АФА-И и радиополукомпас РПК-10. В кабине стрелка монтировалась приборная панель с указателем скорости, указателем высоты, часами АЧО, компасом КИ-11, приборами контроля. Внешне этот самолёт отличался наличием двух тросовых антенн длиной 3,6 м и 5,7 м, с мачтой на козырьке кабины пилота[26].

## Производство
| Производитель        | 1941 | 1942 | 1943  | 1944  | 1945 | Всего |
| -------------------- | ---- | ---- | ----- | ----- | ---- | ----- |
| № 1 (Москва)         | 2    |      |       |       |      | 2     |
| № 1 (Куйбышев)       | 3    | 2991 | 4257  | 3719  | 957  | 11927 |
| № 18 (Воронеж)       | 1481 |      |       |       |      | 1481  |
| № 18 (Куйбышев)      | 29   | 3942 | 4702  | 3941  | 931  | 13545 |
| № 30 (Москва)        | —    | 1053 | 2234  | 3377  | 2201 | 8865  |
| № 381 (Нижний Тагил) | 27   | 243  |       |       |      | 270   |
| Всего                | 1542 | 8229 | 11193 | 11037 | 4089 | 36090 |

| Производитель        | март | апрель | май | июнь | июль | август | сентябрь | октябрь | ноябрь | декабрь | Всего |
| -------------------- | ---- | ------ | --- | ---- | ---- | ------ | -------- | ------- | ------ | ------- | ----- |
| № 1 (Москва)         |      |        |     |      |      |        | 1        | 1       |        |         | 2     |
| № 1 (Куйбышев)       |      |        |     |      |      |        |          |         |        | 3       | 3     |
| № 18 (Воронеж)       | 2    | 16     | 74  | 159  | 310  | 356    | 336      | 228     |        |         | 1481  |
| № 18 (Куйбышев)      |      |        |     |      |      |        |          |         |        | 29      | 29    |
| № 381 (Нижний Тагил) |      |        |     |      |      |        | 4        | 5       | 3      | 15      | 27    |
| Всего                | 2    | 16*    | 74  | 159* | 310  | 356    | 341      | 234     | 3      | 47      | 1542  |

*Включая по одному самолёту, не переданному в войска.
| Квартал | I    | II   | III | IV | Всего |
| ------- | ---- | ---- | --- | -- | ----- |
| Ил-2    | 2158 | 1448 | 453 | 30 | 4089  |

## Боевое применение

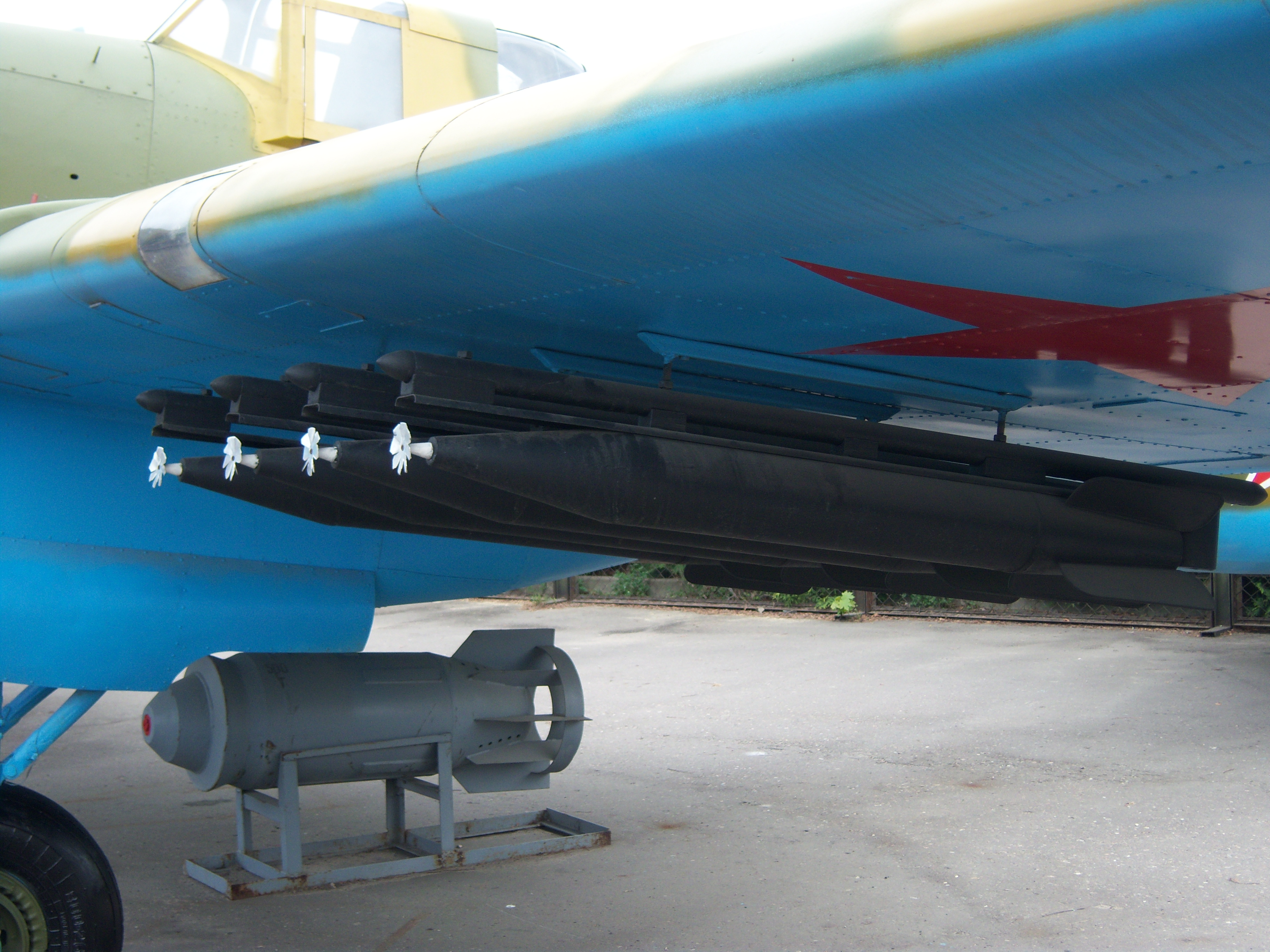
Реактивные снаряды под крылом Ил-2

### Тактика
Согласно руководящим документам военного времени, основой боевого порядка штурмовиков является пара, а ударная группа состояла из 6-8 самолётов. Полёт к цели штурмовиков выполняется на наиболее выгодных режимах с точки зрения максимальной дальности или скорости полёта, при этом:
— при взлёте с максимальным взлётным весом (полная заправка, бомбовая загрузка и 4 ракетных снаряда на внешней подвеске) достигается:
- режим максимальной скорости в диапазоне высот 200—2000 м, дальность горизонтального полёта 405—410 км, продолжительность полёта один час
- скоростной режим на максимальную дальность со скоростью по прибору 335—345 км/ч, в диапазоне высот 200—2000 м, дальность горизонтального полёта 495—510 км, продолжительность полёта 1 час 22-25 мин
- режим максимальной дальности на скорости по прибору 260—275 км/ч, в диапазоне высот 200—2000 м, дальность горизонтального полёта 650—685 км, продолжительность полёта 2 часа 16-29 мин.

Пересечение линии фронта производится на максимально возможной скорости с целью уменьшения времени огневого воздействия противника, а при необходимости выполняется снижение высоты полёта вплоть до предельно малых высот. Сбор ударной группы производится в районе визуальной видимости цели вне зоны достигаемости зенитного огня МЗА противника, то есть на высотах 800—1200 м, далее выполняется перестроение группы для нанесения удара.
Бомбометание на Ил-2 выполняется с горизонтального полёта или с пикирования 30-45°.
- бомбометание с горизонтального полёта выполняется со средних высот (600—1200 метров) с воздушной скоростью ок. 300 км/ч. Ввиду отсутствия на Ил-2 бомбового прицела бомбометание выполняется методом выдержки времени (отсчётом) лётчиком после визуального достижения целью передней кромки крыла. Выдержка времени вычисляется математическим способом в зависимости от высоты и путевой скорости полёта с поправкой на ветер у земли. Так, например, при бомбометании с высоты 600 м при путевой скорости 360 км/ч (300 приборная) задержка сброса составит 0 сек, а при бомбометании с высоты 1200 м с путевой скоростью 240 км/ч (300 приборная) задержка сброса составляет 17 сек. На практике прицельное бомбометание с горизонтального полёта по точечным целям оказалось невозможным ввиду чрезвычайно низкой точности попаданий, и в дальнейшем использовалось только по групповым площадным целям, при этом расчёт на бомбометание выполняется ведущим группы, а остальные лётчики сбрасывали свой груз по команде ведущего.
- бомбометание с пикирования[28] выполняется в диапазоне высот до 2000 метров, но не ниже 400 метров. Переход в пикирование выполняется с прямой, по выдержке времени или с разворотом на цель на 90°, при этом крен не должен превышать 45-60° во избежание срыва самолёта в штопор. Для правильного вычисления упреждения на переднее бронестекло фонаря кабины наносились отметки высот, также на верхней поверхности крыла наносилась схема для различных углов пикирования и высот. Бомбометание с пикирования показало значительно большую результативность.

Лётно-технические характеристики самолёта Ил-2 позволяли вести как оборонительные действия против истребителей противника, так и вступать и вести активные наступательные бои против транспортной или бомбардировочной авиации. Для успешного ведения воздушного боя была разработана «Программа по обучению воздушному бою на самолёте Ил-2 частей штурмовой авиации». При обороне основной боевой порядок пары называется «ножницы» — каждый самолёт выполняет «змейку» на взаимно пересекающихся курсах с размахом 700—750 м, на высоте 50-100 метров, при этом ведущий идёт с превышением ведомого на 30-50 метров. Так достигается взаимное огневое прикрытие друг друга.
Иногда советские лётчики для атаки немецких бомбардировщиков Ju 87 («штука», «лаптёжник»), пользуясь внешним сходством машин, применяли тактический приём «обуть лапти», то есть выпустить шасси и пристроиться к строю немецких самолётов. При блокировании Демянского и Сталинградского котлов Ил-2 использовался для атаки на транспортные Ju-52 — его скоростных возможностей для этого вполне хватало, а мощная бронезащита позволяла игнорировать оборонительный огонь бортовых пулемётов.
Маршал Вершинин К. А.:
В середине июня (1942) к нам поступил приказ Народного комиссара обороны «Об использовании самолетов Ил-2 как дневных бомбардировщиков». В нем указывалось: «Мы можем и должны значительно увеличить наши бомбардировочные дневные удары по противнику, но для этого надо немедля покончить с вредной практикой недооценки самолетов Ил-2 как дневных бомбардировщиков и добиться того, чтобы ни один самолет Ил-2 не вылетал в бой без полной бомбовой нагрузки».

Вместо 52 таких машин, предусмотренных штатами, мы располагали всего девятью, поэтому относились к ним с особой бережливостью. И все же приказ Наркома обороны довели до каждого авиатора 7-го гвардейского и 210-го штурмовых авиаполков. Там насчитывалось 35 готовых к бою экипажей, но 26 из них были «безлошадниками». Лётчики, не имевшие самолетов, с горечью спрашивали: — А как же мы должны увеличивать бомбовую нагрузку? --- Приходилось успокаивать их, заверять, что в скором времени каждый будет иметь боевой самолёт. Счастливчики же, за которыми были закреплены «ильюшины», тотчас начали выискивать новые пути повышения боевых возможностей штурмовиков. Полётный вес Ил-2 в перегрузочном варианте допускался до 5596 килограммов, то есть был на 200 килограммов больше нормального. Если раньше это превышение использовалось для создания определённого резерва горючего, то теперь лётчики стали на 200 килограммов больше брать бомб и других боеприпасов. Некоторые горячие головы даже предлагали снять бронеспинки, дабы увеличить полезную нагрузку самолёта, однако такие рискованные предложения не нашли поддержки у командования. Мы дорожили жизнью лётчиков и воздушных стрелков.

### Эффективность
Наименее эффективным средством поражения бронетанковой техники противника в начальный период войны являлись авиабомбы. 25 июня 780 самолёто-вылетов позволило уничтожить лишь 30 танков, 16 орудий и 60 автомашин с живой силой. При этом наилучшие результаты достигались при использовании фугасных авиабомб типа ФАБ-100.

Действительно, при разрыве ФАБ-100 на расстоянии 1-5 м от танка осколки пробивали броню средних немецких танков типа Pz.lVAusfD, Pz.lllAusfG u StuG III Ausf E толщиной до 30 мм и, кроме этого, от взрывной волны разрушались заклепочные и сварные швы танков. Осколочные же авиабомбы типа А0-25с и А0-25 м, а также фугасные типа ФАБ-50, ФАБ-50 м обеспечивали поражение только лёгких немецких танков типа Pz.38(t) Ausf С и Pz.ll Ausf F с пробитием осколками бортовой брони толщиной 15-20 мм при разрыве в непосредственной близости (0,5-1 м) или же при прямом попадании.
— Владимир Перов, Олег Растерин «Как воевать?»
Вероятно, низкая эффективность связана с точностью бомбометания и установкой взрывателей с замедлением, позволяющей технике уехать за пределы зоны поражения, так как современный стандарт защиты STANAG 4569 подразумевает, что снаряд калибра 155 мм (эквивалент ОФАБ-50, которые собственно и производились приваркой стабилизаторов к снарядам устаревших артсистем калибра 152 мм) с зарядом ВВ 6,62-6,98 кг, обеспечивает пробитие брони толщиной не менее 20 мм с дистанции 25-30 м (Уровень 4 — "противопульная защита: пуля Б-32 патрона 14,5 мм x 114 на дистанции 200 метров при скорости встречи 911 м/с, ...противоосколочная защита: подрыв 155 мм осколочно-фугасного снаряда на дистанции 25 м), а пробитие пули Б-32 калибра 14,5 мм при скорости соударения 741—821 м/с составляет 35-45 мм.

Атаку длинной небронированной цели лётчики НИП АВ (Научно-Испытательного Полигона Авиационного Вооружения) РККА рекомендовали производить с бреющего полёта, обстреливая цель сначала из PC с дистанций 600—700 м, а затем из пулемётов и пушек с дистанции 400—600 м. Бомбометание ...в последующих заходах, сбрасывая бомбы серией с высот 100—200 м, применяя взрыватель мгновенного действия. Причём при атаке такой цели группой из 4-6 самолётов Ил-2 для более эффективного поражения цели предлагалось одной частью самолётов атаковать цель с бреющего полёта, обстреливая её из PC и стрелково-пушечного вооружения и сбрасывая бомбы с взрывателем АВ-1 серийно (замедление взрывателей 22 сек), а другой частью штурмовиков, следующей за первой с небольшим интервалом, производить атаку с планирования с высот 500—700 м, ведя огонь реактивными снарядами из пушек и пулемётов и осуществляя бомбометание на выводе из планирования (взрыватель мгновенного действия).
— Ильюшин Ил-2

Полигонные испытания пушки ШВАК по трофейным танкам в июне-июле 1942 г. в НИП АВ показали, что снаряд БЗ-20 может пробить броню до 15 мм (танки Pz.II Ausf F, Pz.38(t) Ausf С, БТР Sd Kfz 250) при углах встречи близких к нормали с дистанции не более 250—300 м. При угле встречи снаряда с бронёй более (менее?) 40 градусов — сплошные рикошеты даже на участках брони толщиной 6-8 мм. Например, из 19 попаданий, полученных при стрельбах из этой пушки по Sd Kfz 250 (высота подхода 400 м, угол планирования 30°, дистанция открытия огня 400 м), имелось 6 сквозных пробоин в борту (толщина брони 8 мм), 4 — в крыше капота мотора (толщина брони 6 мм), 3 рикошета и 6 попаданий в ходовую часть. При стрельбе по лёгким танкам (высота подхода 100 м, угол планирования 5-10°, дистанция открытия огня 400 м) из 15 попаданий 3 попадания пришлись в бортовую часть (толщина брони 15 мм) с одним застреванием сердечника, одним рикошетом и одним пробитием брони, что говорит о предельных возможностях снаряда БЗ-20, 7 попаданий в ходовую часть, а 5 снарядов, попавшие в крыши башен, — дали рикошет. При стрельбе же по среднему немецкому танку Pz.III Ausf G в этих же условиях во всех 24 попаданиях вообще не было получено ни одного пробития. В выводах по испытаниям: «Самолёты Ил-2, вооружённые пушками ШВАК, по танкам использовать неэффективно, а лучше использовать их на 5-10 км в тылу по пехоте и горючему, обеспечивающему танки». Появление на фронте с августа 41 -го штурмовиков Ил-2 с пушками ВЯ-23 калибра 23 мм не сильно повысило результативность: при стрельбе из пушек ВЯ-23 бронебойно-зажигательным снарядом БЗ-23 под углами пикирования до 30 град возможно поражение лёгких танков Pz.II Ausf F и Pz.38(t) Ausf С при попадании снаряда в борт и заднюю часть не далее как с 300—400 м, поражение в крыши башен этих танков (толщина брони 10 мм) с таких же дистанций возможно только при углах пикирования более 40. Из 53 попаданий, только в 16 было сквозное пробитие (30 %), при этом все пробития — при атаках под углом планирования 5-10. Поражение танка Pz.38(t) Ausf Е (лоб корпуса и башни — до 50 мм, а борт корпуса над ходовой и борт башни — до 30 мм) при тех же условиях было возможным только по нижнему борту в районе ходовой, где броня толщиной 15 мм. Однако попадание в чистую броню этой части танка было маловероятным, поскольку большая площадь закрывалась роликами, колёсами и гусеницами. Лобовая броня всех лёгких танков, имеющая толщину 25-50 мм, при стрельбе из пушки ВЯ-23 снарядом БЗ-23 при атаке с воздуха с Ил-2 не пробивалась. Pz.lV Ausf D, G и StuG III Ausf Е с толщиной борта 30 мм, лба — 50 мм, надмоторной брони — 15-18 мм и крыш башен — 10-17 мм снарядами БЗ-23 пушки ВЯ-23 не поражались ни с одного направления атаки. То есть поражение средних немецких танков можно было обеспечить (крыша башни Pz.III Ausf G и надмоторная часть танка Pz.IV Ausf D) только с пикирования под углами более 40 град. с дальности 300—400 м. Однако пилотирование штурмовика Ил-2 на этих режимах было очень сложным, а вероятность попадания в уязвимые части танков, из-за малой их площади, была всё же небольшой. По мнению лётчиков-испытателей НИП АВ ВВС РККА самая удобная и эффективная стрельба — с пикирования 25-30 градусов при высоте ввода 500—700 м и скорости 240—220 км/ ч (высота вывода — 200—150 м). Скорость при этих углах увеличивалась всего на 9-11 м/с, что допускало маневрирование для наводки. Полное время атаки цели (устранение бокового скольжения при развороте на цель — 1,5-2 сек., прицеливание — 1,5-2 сек. и ведение огня из пушек — 1-2 сек.) в этом случае было вполне достаточным и колебалось от 6 до 9 сек, что позволяло лётчику сделать две-три прицельные очереди. Дальность начала прицеливания по танку составляла 600—800 м, а минимальная дистанция открытия огня — около 300—400 м.
— Ильюшин Ил-2

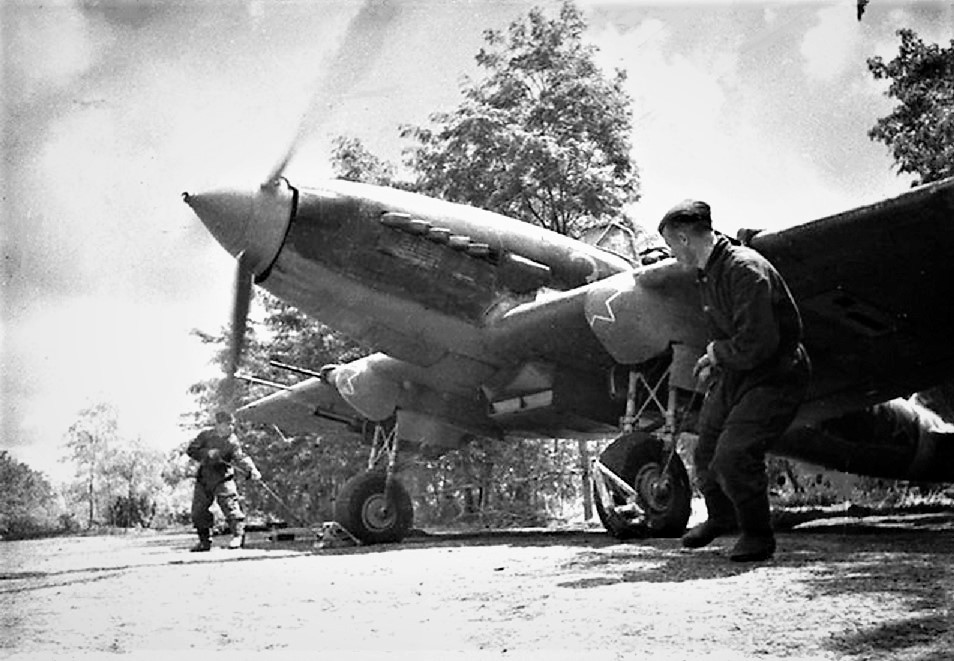
Техники готовят Ил-2 к боевому вылету

Поэтому по-настоящему противотанковым Ил-2 стал в 1943 году во время боёв на Курской дуге, когда в его арсенале появились ПТАБ (противотанковые авиабомбы) с кумулятивной боевой частью, которые снаряжались в контейнеры по 48 штук. Сброс их на скорости 340—360 км/ч с высоты 200 м давал разброс около 1 бомбы на 15 м² и полосу сплошного поражения ~30×100 м. Бронепробиваемость составляла от 60 мм при угле встречи 30°, и до 100 мм при 90°, что позволяло поражать любые танки, включая T-VI «Тигр» и Т-V «Пантера». В первые дни эффективность была поразительной (до 6-8 танков с 1-го захода). Всего в годы войны было изготовлено 12,37 млн ПТАБ-2,5-1,5
Тяжёлой и неразрешённой проблемой была также защита стрелка. В первые годы войны штурмовики (а их пилоты не обучались даже основам воздушного боя), зачастую лишённые истребительного прикрытия, при встрече с истребителями противника пытались отрываться на бреющем полёте. Данный приём приводил к массовым потерям, и пилоты требовали размещения стрелка. Такая модернизация часто производилась прямо в частях, место для стрелка вырезалось позади бронекорпуса и его защита вообще отсутствовала. С 1942 появилась двухместная заводская версия, но из-за проблем с центровкой стрелок был защищён 6 мм бронеплитой (для сравнения, задняя стенка бронекорпуса — 12 мм) только со стороны хвоста. Следствием недостаточной защищённости являлась высокая смертность среди стрелков: за время проведения войсковых испытаний на 8 поражённых стрелков вышел из строя всего 1 пилот. В среднем по статистическим оценкам, при атаке истребителем вероятность поражения стрелка была в 2-2,5 раза выше, чем защищаемого им самолёта, хотя от зенитного огня это соотношение было 1:1.
Потери Илов от истребителей на всём протяжении войны были ниже, чем потери от зенитной артиллерии, а с 1943 вылеты штурмовиков производились только с истребительным прикрытием. Тем не менее, оружие самообороны с успехом применялось штурмовиками до конца войны — так, именно стрелком Ил-2 был убит в воздухе в феврале 1945 года четвёртый по результативности ас Люфтваффе Отто Киттель. Следующий штурмовик КБ Ильюшина, Ил-10, строился изначально двухместным, как и дальнейшие реактивные проекты (Ил-40, Ил-102).

### История боевого применения
В апреле 1941 года с завода отгрузили первые два самолёта (отправлены в НИИ ВВС для производства госиспытаний). В мае отправили ещё 8 машин (2 штурмовика поступило в НИИ ВВС, 1 Ил-2 — в ЦАГИ и 5 машин — в 4-й ббап ХВО). К 1 июня на территории завода находился 81 оплаченный и не вывезенный самолёт. За 1-ю декаду июня было принято 34 машины, отправлено 19 (8 в 1-ю ЗАБр, 11 в 4-й ббап). За 2-ю десятидневку сдали 49 самолётов и 69 (1 в ЦАГИ, 48 в 4-й ббап, 20 в западные ВО) отправили в войска. Таким образом к началу войны из 174 принятых Военной Приёмкой самолётов, было отгружено Заказчику только 98 машин. Не вывезенными оставались 76 самолётов.
На 1 июня 1941 года в войсках находились 57 Ил-2:
ПОВО — 5
ЗОВО — 8
КОВО — 5
ХВО — 39.
К 22 июня 1941 года
«Всего к 22 июня 1941 года в войска было передано 93 серийных штурмовика Ил-2. Большинство из них получил 4-й ШАП (61 самолёт), остальные для переучивания личного состава были распределены по другим полкам: 74-й ШАП (8 самолётов), 190-й ШАП (1 самолёт), 61-й ШАП (5 самолётов), 62-й ШАП (6 самолётов), 65-й ШАП (6 самолётов) и 66-й ШАП (6 самолётов).»
«Самолёты обучавшимся передавались не одномоментно, а в течение нескольких дней, поэтому к 22 июня полученные Ил-2 удалось перегнать в части далеко не всем. Утром первого дня войны четыре Ил-2 74-го ШАП находились на аэродроме Малые Взводы, а пять Ил-2 66-го ШАП на аэродроме Куровицы, при этом приступить к вывозке личного состава смогли только в 74-м ШАП, где к 20 июня было переучено 8 лётчиков. Самолёты 66-го ШАП были перегнаны в Куровицы только вечером 21 июня, поэтому приступить к освоению личный состав не успел. Другие самолёты находилось в стадии переброски на следующих аэродромах: пять Ил-2 61-го ШАП в Вильнюсе, четыре Ил-2 74-го ШАП в Бобруйске, единственный Ил-2 190-го ШАП — в Черлене. Самолёты Ил-2 62-го и 65-го ШАП по невыясненным причинам оставались в Воронеже.
Единственным авиаполком, полностью укомплектованным к 22 июня штурмовиками Ил-2, стал 4-й ШАП.»
Кроме того 4 штурмовика в апреле — мае были отправлены в НИИ ВВС, а в мае — июне 2 самолёта перелетели в ЦАГИ. Ещё один Ил-2 был передан заводу.
В третьей декаде июня завод сдал 75 Ил-2, 83 самолёта было отгружено в войска, 68 оставались не вывезенными и один был передан заводу.
Всего за первое полугодие 1941 года завод № 18 выпустил 251 самолёт, из которых военной приемке сдали 249 и 2 машины были переданы заводу.
25 июня пара Ил-2 74-го ШАП выполнила боевой вылет на штурмовку механизированной колонны немцев на дороге ст. Грудополь — ст. Косов. В этот же день на разведку дорог в районе Станиславчик летал одиночный Ил-2 66-го ШАП. Это были первые боевые вылеты Ил-2 в ВОВ. 
Боевое применение столь необычного самолёта, как Ил-2, столкнулось с массой проблем: технических, тактических, в подготовке пилотов и так далее. Первые результаты боёв были неудачными:

Подводя итоги 1941 г., можно утверждать, что это был один из самых трагических периодов в истории экипажей «штурмовиков». Пилотов поспешно переучивали на эти самолёты и кидали на фронт, где их сбивали в массовых количествах.
... Например, один из полков, 280 ШАП, в течение трёх дней второй декады октября потерял 11 самолётов. Только 10 октября из вылета не вернулись три из пяти машин этого полка, а те, которые добрались до своего аэродрома, находились в плачевном состоянии.
— «Война в воздухе» № 7, 8 Ил-2/10
Боевое применение Ил-2 затруднялось отсутствием в начальный период войны соответствующих инструкций и наставлений:

Не знаю, как это получилось, но не только в частях, но и в самом управлении 8-й воздушной армии не было необходимых документов по боевому применению Ил-2. А раз так, то лётчики действовали по своему разумению, часто не самым рациональным способом.
— Из воспоминаний маршала авиации И. И. Пстыго
Герой Советского Союза, старший лейтенант Кирток Николай Наумович: 

— Вам удавалось подбить танк?

Как-то я писал, как выбрал себе «тигр». Мне загрузили ПТАБы, двести штук. Я на него сбросил половину. И какая-то одна попала — он загорелся. ПТАБ пробивает любую броню. На втором заходе я увидел, что танк горит.— Интервью сайту «Я помню». Николай Кирток: «Я дрался на Ил-2»
Согласно Приказу НКО № 0299 от 19 августа 1941 г. лётчику штурмовой авиации присваивалось звание Героя Советского Союза уже за 30 боевых вылетов. В октябре 1943 года этот ценз увеличили до 80.
Согласно официальной статистике Штаба ВВС Красной армии, из примерно 1500 Ил-2, направленных в части до 31 декабря 1941 года, было потеряно 1100. Тем не менее, поскольку Ил-2 имел достаточно хорошее бронирование, значительную часть от общего числа потерь составляли небоевые потери: аварии вследствие манёвров на слишком малой высоте при плохих погодных условиях.

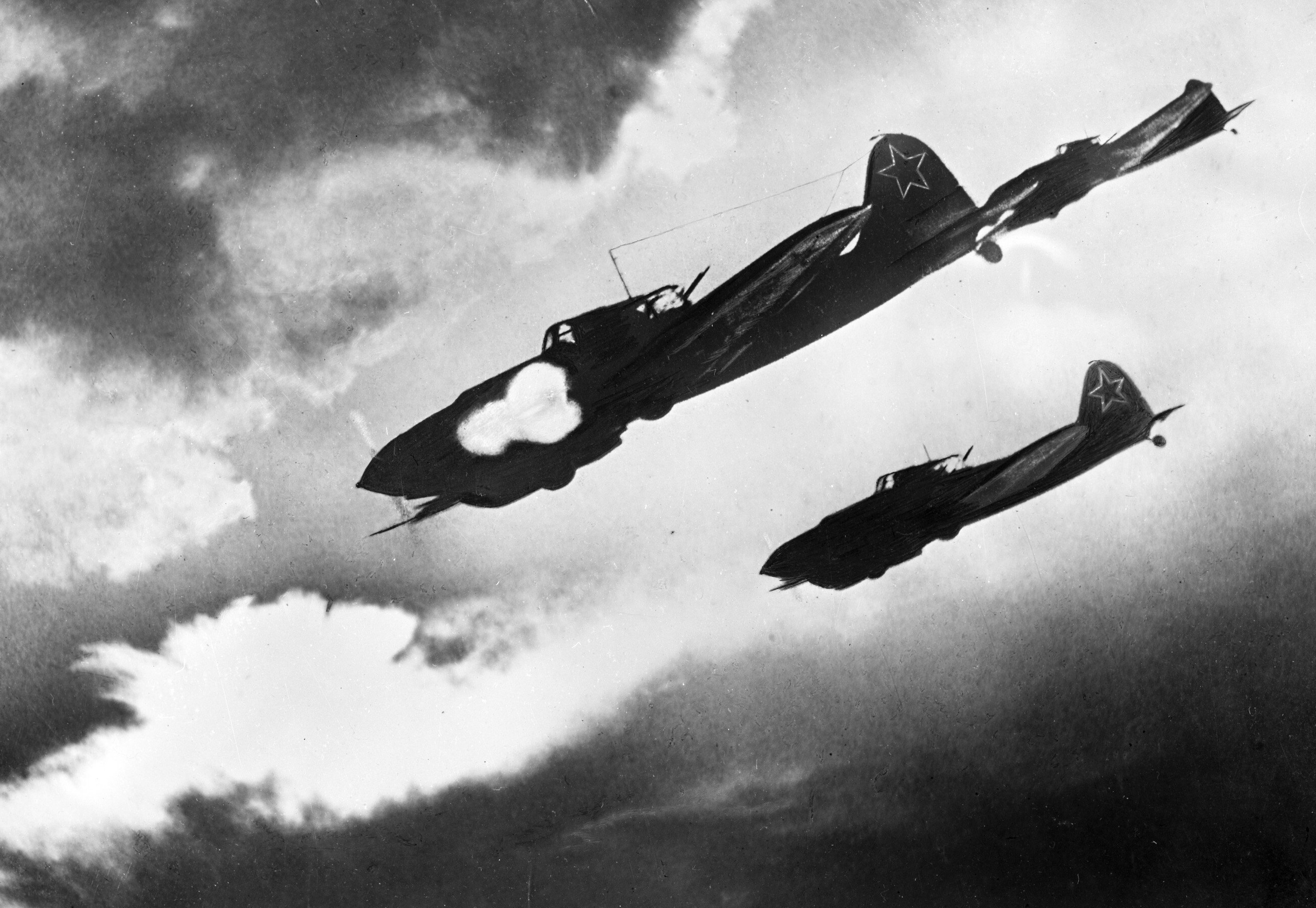
Ил-2 атакуют колонну противника, Воронежский фронт, 1 июля 1943 года

Всего за 1941—1945 годы СССР потерял 23,6 тыс. штурмовиков, из них 12,4 тыс. составили боевые потери. Всего потеряли 7837 лётчиков и воздушных стрелков. Подготовили 356 авиаполков. Формировали 140 авиаполков 1 раз, 103 авиаполка 2 раза, 61 авиаполк 3 раза, 31 авиаполк 4 раза и 21 авиаполк 5 раз. Если к началу войны Ил-2 имелось менее 0,2 %, то к осени 1942 г. их удельный вес вырос до 31 % и в дальнейшем удерживался на уровне 29-32 % общего числа боевых самолётов фронтовой авиации. Общая выживаемость Ил-2 за войну составила около 53 самолёто-вылетов на одну безвозвратную потерю. В течение всей войны выживаемость в штурмовой авиации была ниже, чем в бомбардировочной и истребительной, несмотря на то, что Ил-2 превосходил по защищённости все советские самолёты. Причина этого — тактика применения: штурмовики Ил-2 большую часть времени висели над линией фронта на небольших высотах, из-за чего именно на них концентрировался огонь всей вражеской зенитной артиллерии. По данным анализа боевой работы штурмовых подразделений 3-й воздушной армии в Витебской, Полоцкой, Двинской, Бауской и Шяуляйской операциях, общий уровень боевых потерь Ил-2, характеризуемый безвозвратными потерями, составил 2,8 % от общего количества самолёто-вылетов. При этом боевые повреждения регистрировались в 50 % самолёто-вылетов. Отмечались случаи, когда самолёт самостоятельно возвращался с боевого задания, имея более 500 пробоин в крыле и фюзеляже. После восстановительного ремонта, проводимого силами полевых армейских мастерских, самолёт возвращался в строй. К 10 мая 1945 г. в составе воздушных армий фронтов насчитывалось 3075 штурмовиков Ил-2 и Ил-2У, 214 Ил-2КР и 146 Ил-10. Кроме этого, в ВВС ВМФ имелось 197 Ил-2.
Проблема с Ил-2 была не только в высоком уровне потерь, но и в неэффективной тактике его применения, из-за чего результативность штурмовок в первые годы была не очень высокой.
Обычно Ил-2 посылали на штурм переднего края обороны противника. Но солдаты переднего края были всегда начеку и всегда знали, где им прятаться в случае неожиданного обстрела или авианалёта. Поразить в таких условиях живую силу противника можно было лишь при прямом попадании. Тактика действий «выстроились в круг и пикируем по очереди» давала возможность противнику спрятаться от штурмовки, а высокий уровень потерь лётного состава не позволял им накопить и передать новичкам новые тактические приёмы. Только в 1944 году ряд подразделений штурмовиков перешли на тактику «все разом», когда группа Ил-2, неожиданно появившись над позициями противника, одновременно сбрасывала на него все бомбы и РС.
Ещё более эффективными были штурмовки колонн на марше, скоплений машин, переправ, позиций артиллерии и т. д. В частности, во время операции «Багратион» Ил-2 были ориентированы в первую очередь на подавление позиций артиллерии, и эффективность их применения была достаточно высокой.
Ил-2 также активно использовались и в борьбе с противником в составе ВВС Балтийского, Черноморского и Северного флотов. Своим огнём и бомбами они топили боевые и транспортные суда противника, поддерживали с воздуха высадку морского десанта. Корабли противника уничтожались методом топмачтового бомбометания, самолёт снижался до 30 метров и на скорости около 400 км/час сбрасывал бомбы, которые рикошетируя по воде, врезались в борт корабля.
Наряду с традиционной «работой» по наземным объектам и целям (вражеские аэродромы, позиции войск и зенитной артиллерии, порты и береговые укрепления и др.), штурмовая авиация результативно атаковала и надводные цели, применяя топмачтовое бомбометание.
К примеру, за время боёв в Заполярье на боевом счету 46-го ШАП ВВС СФ более 100 потопленных судов противника.

### Потери самолётов Ил-2
По данным, опубликованным в журнале «Авиация и космонавтика», за время войны официальные безвозвратные боевые потери штурмовиков советских ВВС и ВМФ составили 11448 самолётов Ил-2, безвозвратные небоевые потери штурмовиков советских ВВС и ВМФ составили 11055 самолётов. В официальные списки безвозвратных потерь не включались повреждённые самолёты, направленные на ремонт в мастерские и на заводы, но ввиду нецелесообразности ремонта эти самолёты были списаны, разобраны на запчасти или утилизированы (это приблизительно ещё около 1/3 от общего количества выведенных из строя штурмовиков). Также затруднён подсчёт потерянных самолётов на заводах промышленности и разбитых при перегонке на фронт. По самым приблизительным данным, из всех построенных самолётов только около одной тысячи штурмовиков Ил-2 было списано по выработке назначенного ресурса (естественному износу), причём эти самолёты преимущественно учебной модификации и в боевых действиях не использовались.
По информации журнала «Авиация и космонавтика», на 10 мая 1945 года в составе воздушных армий советских фронтов официально насчитывалось 3435 исправных и неисправных самолётов Ил-2 разных модификаций (включая учебные и разведчики-корректировщики), и 197 штурмовиков Ил-2 в авиаполках советского ВМФ. Ещё примерно 1200 штурмовиков Ил-2 (по другим данным, около 2000 штурмовиков Ил-2) числились в авиачастях внутренних военных округов, запасных авиаполках, авиаполках на переформировании, в прочих организациях и ведомствах, а также переданные союзникам.

## Отзывы ветеранов
Аверьянов, Валентин Григорьевич — лётчик, Герой Советского Союза:
Самолёт для этой войны был хороший и нужный. Да, он не очень сберегал экипажи, но как оружие — это была отличная машина… Да, пикировать он не мог, но за счёт работы на малой высоте был очень эффективным. Мы брали 400 кг бомб, редко 600 — не взлетал. Правда, настоящего бомбардировочного прицела у штурмовиков не было, но мне кажется, он им и не был нужен. Для чего он? Там некогда прицеливаться! То же относится и к РС — летели, пугали. Самое точное оружие штурмовика — это пушки. Очень хорошие 23-миллиметровые пушки ВЯ. Приходилось лететь и с 37-миллиметровыми пушками НС-37. Когда из них стреляешь, самолёт останавливается — очень сильная отдача. Удовольствия никакого, но мощное, конечно, оружие.
Пургин, Николай Иванович — лётчик, ГСС:
…Ил-2 был устойчив к повреждениям, но утюг. Горку на нём не сделать, тысячу метров с бомбами набираешь минут десять… Пикировать градусов под 45-60 он мог.

Штангеев, Николай Иванович — лётчик:
Машина, конечно, не манёвренная, но очень живучая. Самолёт сохранял устойчивость в полёте, даже имея серьёзные повреждения. Обзор из кабины был отличный, да и сама кабина просторная.
Усов, Валентин Владимирович — механик, воздушный стрелок:
Я думаю, что на то время это был единственный самолёт, который удачно сочетал в себе огневую мощь, неплохую манёвренность и броневую защиту… Конечно, 20-миллиметровый снаряд броня не держала, но на рикошет уходило очень много попаданий… Кроме того, бронекорпус и не полностью убирающиеся колёса позволяли сажать машину на живот. При этом, естественно, масляный радиатор сносило, но такие повреждения возможно было исправить в полевых условиях. Единственный недостаток, который я могу выделить, — низкая эксплуатационная технологичность.
Ветеран-штурмовик Ю. М. Хухриков:
Мы попали в 566-й штурмовой авиационный полк … Воевал он […], под Москвой. Все до одного погибли. Остался с 1941 года только Афоня Мачный, и тот с ума сошёл после полсотни вылетов…У воздушного стрелка были …10 штук дистанционных авиационных гранат ДАГ-10 для защиты нижней задней полусферы. Если появился немец, нажимали рычажок, граната уходила вниз на парашюте и взрывалась на расстоянии 150 метров… А. Д. — Говорят, что Ил-2 строг в пилотировании? — Нет. Ни в коем случае.

## Дальнейшее развитие
Штурмовик Ил-10 применялся в последние месяцы Великой Отечественной войны, а также во время войны в Корее (в составе ВВС Северной Кореи).

## На вооружении

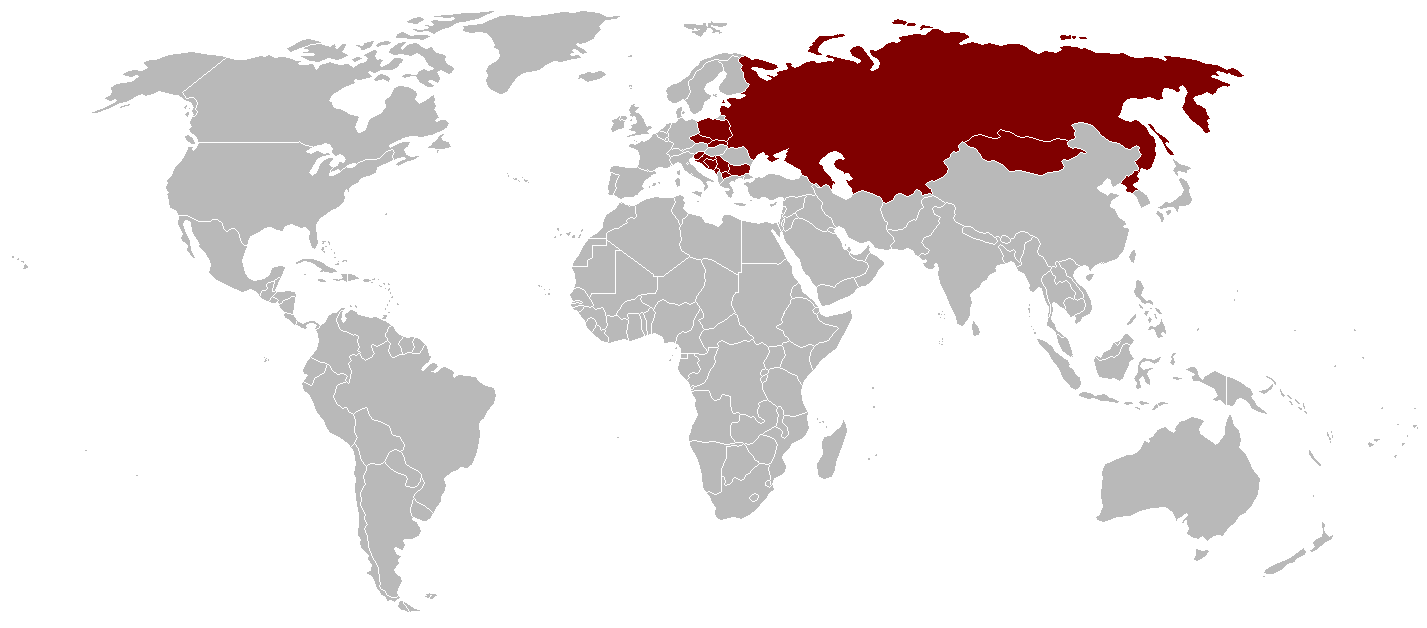
Страны, имевшие самолёт на вооружении

### СССР
Всего было сформировано 356 авиационных штурмовых полков на Ил-2.
- ВВС СССР
- ВМФ СССР

### Германия
- Люфтваффе трофейные машины, захваченные в ходе войны, использовались под обозначением «Betonflugzeug».

### Болгария
- ВВС Болгарии получили 120 боевых Ил-2 и 10 учебных Ил-2У в 1945 году. Самолёты использовались до 1954 года.

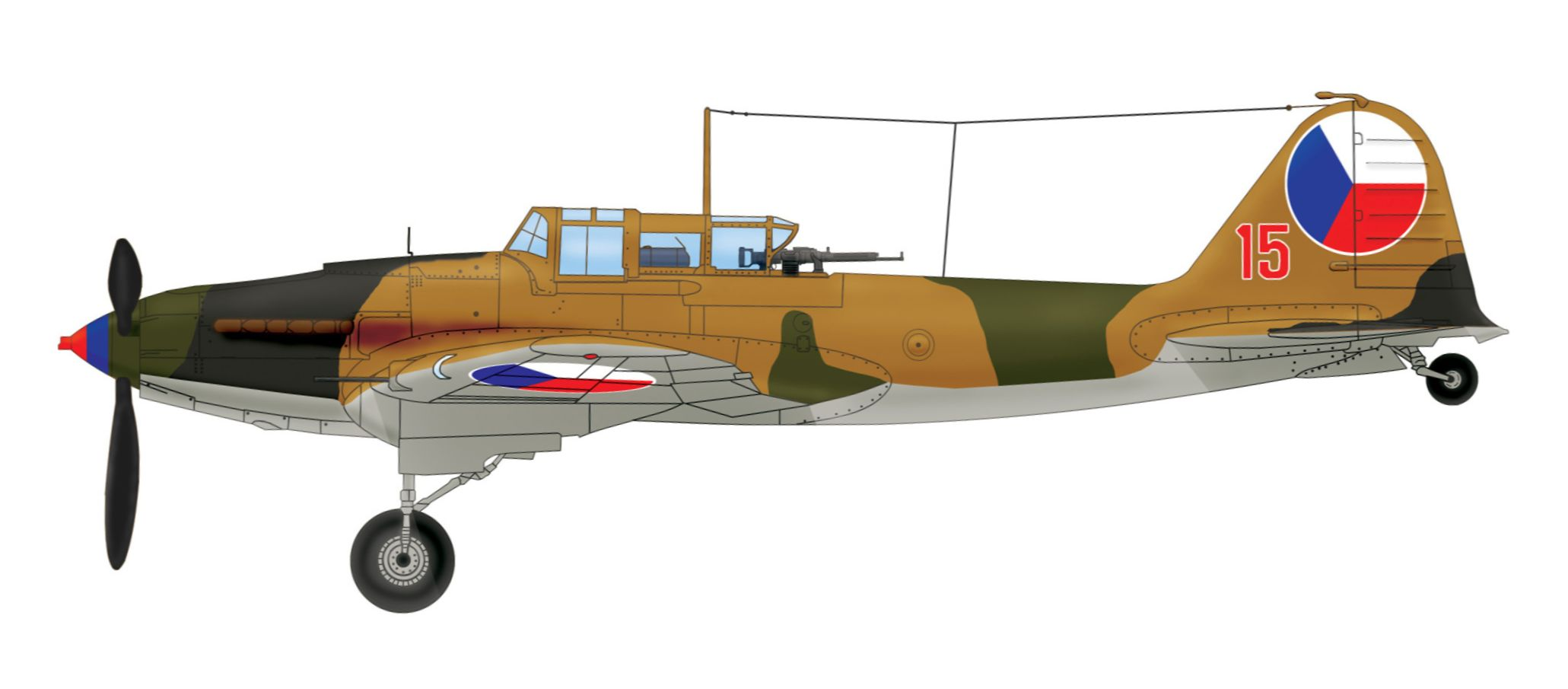
Ил-2М3, 30-й авиационный полк, 4-я авиационная дивизия ВВС Чехословакии, 1946

### Чехословакия
- ВВС Чехословакии получили 33 боевых Ил-2 и 2 учебных Ил-2У. Самолёты использовались до 1949 года.

### Польша
- ВВС Польши получили 250 штурмовиков Ил-2 между 1944 и 1946 годами. Все самолёты были сняты с вооружения в 1949 году.

### Монголия
- ВВС Монголии получили 78 штурмовиков Ил-2 1945. Все самолёты были сняты с вооружения в 1954 году.

### Югославия
- ВВС Югославии получили 213 самолётов различных модификаций и эксплуатировали их до 1954 года.

## Тактико-технические характеристики

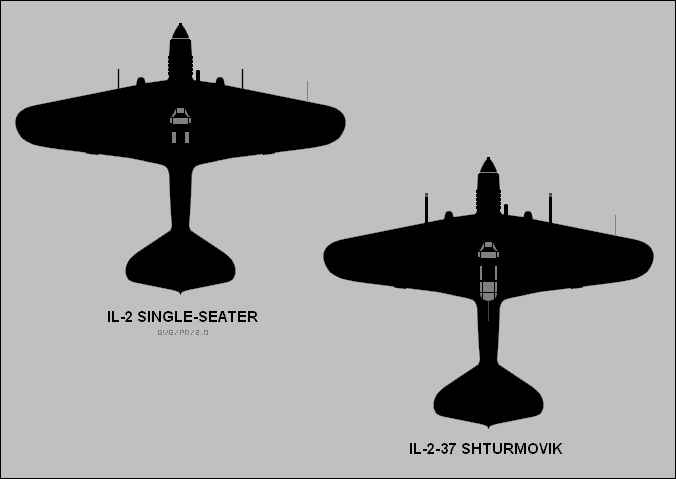
Профили одноместного (слева) и двухместного (справа) Ил-2. Вид сверху

Ил-2 M3

### Технические характеристики[57]
- Экипаж: 1/2 человека
- Длина: 11,65 м
- Размах крыла: 14,6 м
- Высота по килю стояночная: 2,95 м
- Высота в линии полёта: 4,16 м
- Площадь крыла: 38,5 м²
- Масса пустого: 4360 кг
- Масса снаряжённого: 6160 кг
- Масса максимальная взлётная: 6380 кг
- Максимальная заправка без подвесных баков: 730 литров (550 кг)
- Максимальная заправка с подвесными баками: 1030 литров (756 кг)
- Колея шасси: 3,5 м
- Масса брони: 990 кг[источник не указан 741 день]

#### Силовая установка
- Двигатели:: 1× жидкостного охлаждения V-образный 12-цилиндровый, тип АМ-38Ф
- Рабочий объём: 46,66 литра
- Степень сжатия: 6+0,1
- Вес мотора сухой: 880±2 % кг
- Мощность мотора взлётная при оборотах коленвала 2350 об/мин: 1700-2 % л. с.
- Мощность мотора номинальная при оборотах коленвала 2050 об/мин: 1500-2 % л. с.
- Мощность мотора эксплуатационная при оборотах коленвала 2050 об/мин: 1350-2 % л. с.
- Воздушный винт, тип АВ-5Л-158, диаметр: 3,5 м
- Степень редукции от мотора к ВВ: 0,732
- Моторное топливо: этилированный бензин 4Б-78, Б-95.
- Моторное масло: МС, МК-В, МЗС (81 литр).

### Лётные характеристики
- Скорость максимально допустимая, не более[58]: 414 км/ч
- Скорость крейсерская на высоте 2000 м: 260—275 км/ч
- Дальность полёта максимальная без нагрузки: 720 км
- Дальность полёта с максимально допустимым взлетным весом и полной бомбовой загрузкой 300 кг[59] на крейсерском режиме: 650—685 км
- Длина разбега: 335 м (с 400 кг бомб)
- Скороподъёмность: 10,4 м/с
- Практический потолок: 5500 м
- Нагрузка на крыло: 160 кг/м²
- Тяговооружённость: 0,21 кВт/кг

### Вооружение
- Пушечно-пулемётное:
  - 2 × 23 мм пушки ВЯ-23 по 150 снарядов на ствол
  - 2 × 7,62 мм пулемёта ШКАС по 750 патронов на ствол
  - 1 × 12,7 мм оборонительный пулемёт УБТ в задней кабине, 150 патронов
- Бомбовая нагрузка:
  - нормальная двухместного самолёта — 300 кг
  - нормальная одноместного самолёта — 400 кг
  - в перегруз[60] — до 600 кг
- Ракетное:
  - 4 реактивных снаряда × РС-82[61] или РС-132
- Специальное:
  - Два выливных авиационных прибора ВАП-250 (~500 кг).

### Сравнительная таблица тактико-технических характеристик различных модификаций
Источник данных: Шавров, 1988 г.
| ТТХ Ил-2 различных модификаций            |                                                  |                                                |                                                           |                                                           |                                                           |                                                            |                     |
|                                           | Ил-2 (ЦКБ-55П)                                   | Ил-2                                           | Ил-2 (1942)                                               | Ил-2 КСС (Ил-2М3)                                         | Ил-2 (1944)                                               | Ил-2 НС-37                                                 |                     |
| Технические характеристики                |                                                  |                                                |                                                           |                                                           |                                                           |                                                            |                     |
| Экипаж                                    | 1 (пилот)                                        | 1 (пилот)                                      | 2 (пилот и стрелок)                                       | 2 (пилот и стрелок)                                       | 2 (пилот и стрелок)                                       | 2 (пилот и стрелок)                                        | 2 (пилот и стрелок) |
| Длина, м                                  | 11,6                                             | 11,6                                           | 11,6                                                      | 11,6                                                      | 11,6                                                      | 11,6                                                       |                     |
| Размах крыла, м                           | 14,6                                             | 14,6                                           | 14,6                                                      | 14,6                                                      | 14,6                                                      | 14,6                                                       |                     |
| Высота, м                                 | 4,17                                             | 4,17                                           | 4,17                                                      | 4,17                                                      | 4,17                                                      | 4,17                                                       |                     |
| Площадь крыла, м²                         | 38,5                                             | 38,5                                           | 38,5                                                      | 38,5                                                      | 38,5                                                      | 38,5                                                       |                     |
| Масса пустого, кг                         | 3990                                             | 4261                                           | 4525                                                      | 4360                                                      | 4525                                                      | 4625                                                       |                     |
| Масса снаряжённого, кг                    | 5310                                             | 5788                                           | 6060                                                      | 6160                                                      | 6360                                                      | 6160                                                       |                     |
| Масса полезной нагрузки, кг               | 1320                                             | 1527                                           | 1535                                                      | 1800                                                      | 1835                                                      | 1535                                                       |                     |
| Масса топлива, кг                         | 470                                              | 535                                            | 535                                                       | 535                                                       | 535                                                       | 535                                                        |                     |
| Двигатель                                 | 1×АМ-38                                          | 1×АМ-38                                        | 1×АМ-38                                                   | 1×АМ-38Ф                                                  | 1×АМ-38Ф                                                  | 1×АМ-38Ф                                                   |                     |
| Мощность, л. с.                           | 1×1665                                           | 1×1665                                         | 1×1665                                                    | 1×1720                                                    | 1×1760                                                    | 1×1720                                                     |                     |
| Лётные характеристики                     |                                                  |                                                |                                                           |                                                           |                                                           |                                                            |                     |
| Максимальная скорость на высоте, км/ч / м | 433 / 0 450 / 2460                               | 396 / 0 426 / 2500                             | 370 / 0 411 / 1200                                        | 403 / 0 414 / 1000                                        | 390 / 0 410 / 1500                                        | 391 / 0 405 / 1200                                         |                     |
| Посадочная скорость, км/ч                 | 140                                              | 140                                            | 145                                                       | 145                                                       | 145                                                       | 136                                                        |                     |
| Практическая дальность, км                | 638                                              | 740                                            | 685                                                       | 720                                                       | 765                                                       | 685                                                        |                     |
| Практический потолок, м                   | 7800                                             | 6200                                           | 6000                                                      | 5500                                                      | 6000                                                      | 6000                                                       |                     |
| Скороподъёмность, м/с                     | 10,4                                             | н/д                                            | 6,95                                                      | 10,4                                                      | 8,3                                                       | 7,58                                                       |                     |
| Время набора высоты, м / мин              | 1000 / 1,6 5000 / 9,2                            | 1000 / 2,2 3000 / 7,4 5000 / 14,7              | 1000 / 2,4 3000 / 7,8 5000 / 17,8                         | 5000 / 20,0                                               | 5000 / 15,0                                               | 1000 / 2,2 3000 / 7,0 5000 / 15,5                          |                     |
| Длина разбега, м                          | 450                                              | 420                                            | 400                                                       | н/д                                                       | 395                                                       | 370                                                        |                     |
| Длина пробега, м                          | 400                                              | 400                                            | 500                                                       | н/д                                                       | 535                                                       | 500                                                        |                     |
| Нагрузка на крыло, кг/м²                  | 138                                              | 150                                            | 157                                                       | 160                                                       | 165                                                       | 160                                                        |                     |
| Тяговооружённость, Вт/кг                  | 230                                              | 210                                            | 204                                                       | 204                                                       | 204                                                       | 204                                                        |                     |
| Вооружение                                |                                                  |                                                |                                                           |                                                           |                                                           |                                                            |                     |
| Пушечно-пулемётное                        | 2×20 мм ШВАК по 210 сн. 2×7,62 мм ШКАС по 750 п. | 2×23 мм ВЯ по 150 сн. 2×7,62 мм ШКАС по 750 п. | 2×23 мм ВЯ по 150 сн. 2×7,62 мм ШКАС по 750 п. 1×12,7 УБТ | 2×23 мм ВЯ по 150 сн. 2×7,62 мм ШКАС по 750 п. 1×12,7 УБТ | 2×23 мм ВЯ по 150 сн. 2×7,62 мм ШКАС по 750 п. 1×12,7 УБТ | 2 × 37 мм НС по 50 сн. 2×7,62 мм ШКАС по 750 п. 1×12,7 УБТ |                     |
| Ракетное                                  | 8 × РС-82 или РС-132                             | 8 × РС-82 или РС-132                           | 4 × РС-82 или РС-132                                      | 4 × РС-82 или РС-132                                      | 4 × РС-82 или РС-132                                      | нет                                                        |                     |
| Бомбовое                                  | 600 кг бомб                                      | 600 кг бомб                                    | 400 кг бомб                                               | 400 кг бомб                                               | 400 кг бомб                                               | 100—200 кг бомб                                            |                     |

## Ил-2 в искусстве

### в кинематографе
- Особо важное задание — художественный фильм, посвящённый создателям Ил-2 (конструкторам, рабочим и испытателям). Прообразом для сюжета фильма стал авиационный завод № 18, эвакуированный в 1941 году из Воронежа в Куйбышев и там в кратчайшие сроки развернувший серийный выпуск штурмовиков Ил-2.
- Кещан А. (2017). Не факт. Ил-2 (док. фильм). Телеканал «Звезда».

- Ил-2 по имени «Бывалый» стал одним из основных персонажей полнометражного мультфильма «От винта» (2012), посвящённого 100-летию российской авиации.

### в филателии и нумизматике

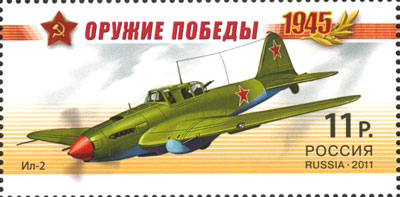
Ил-2, Почтовая марка России, 2011 год
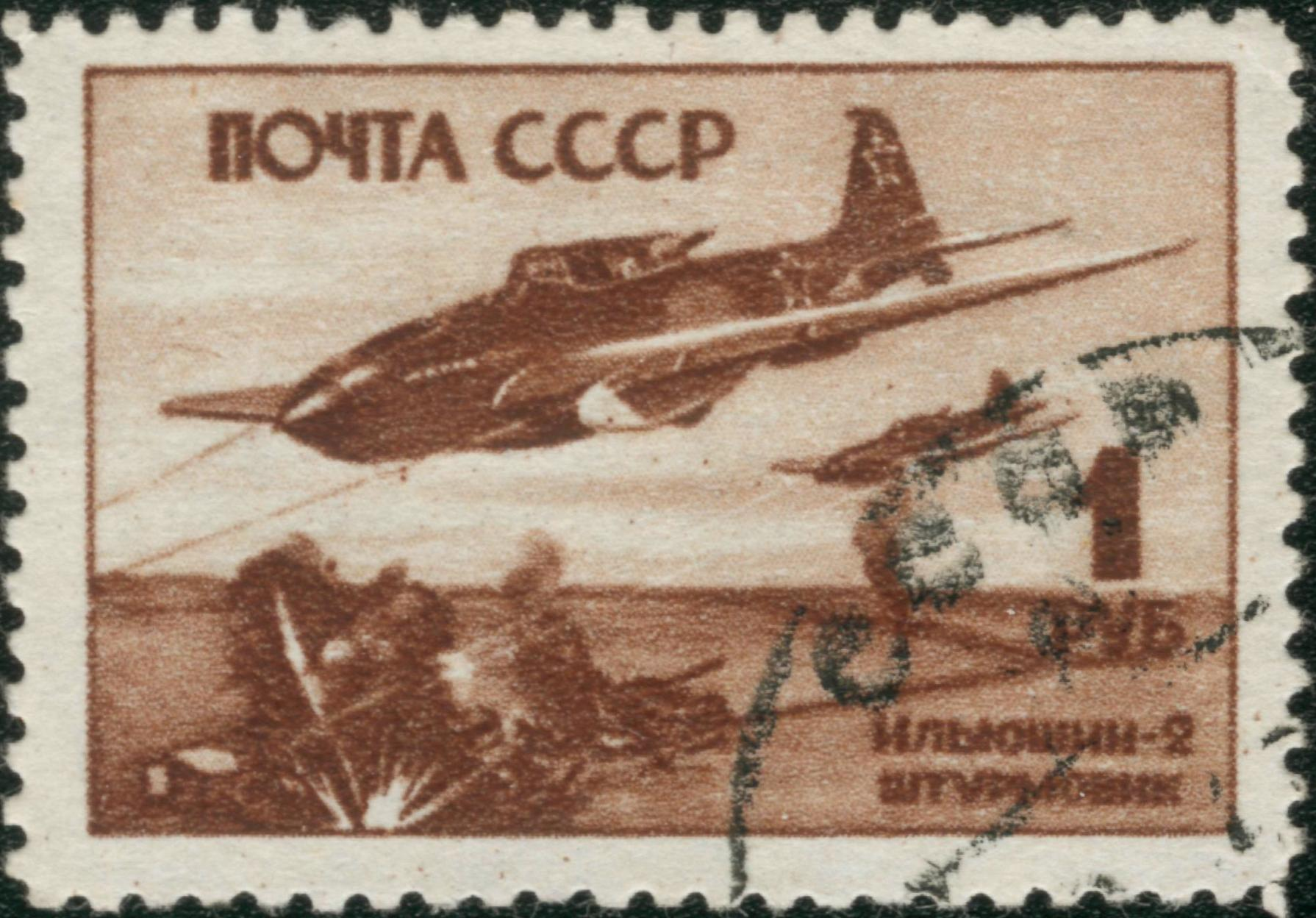
Почтовая марка СССР с изображением воздушного боя Ил-2,
 1945,  (ЦФА [АО «Марка»] #990; Sc #996)
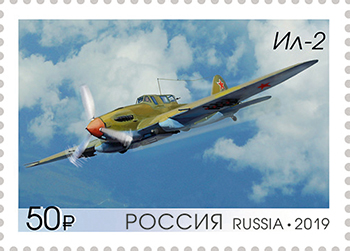
Самолёт Ил-2 на почтовой марке России 2019 года  (ЦФА [АО «Марка»] № 2560)
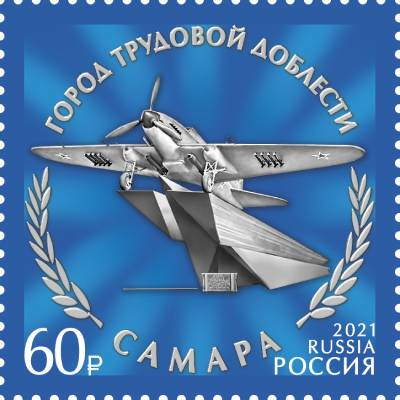
Почтовая марка 2021 год из серии Города трудовой доблести
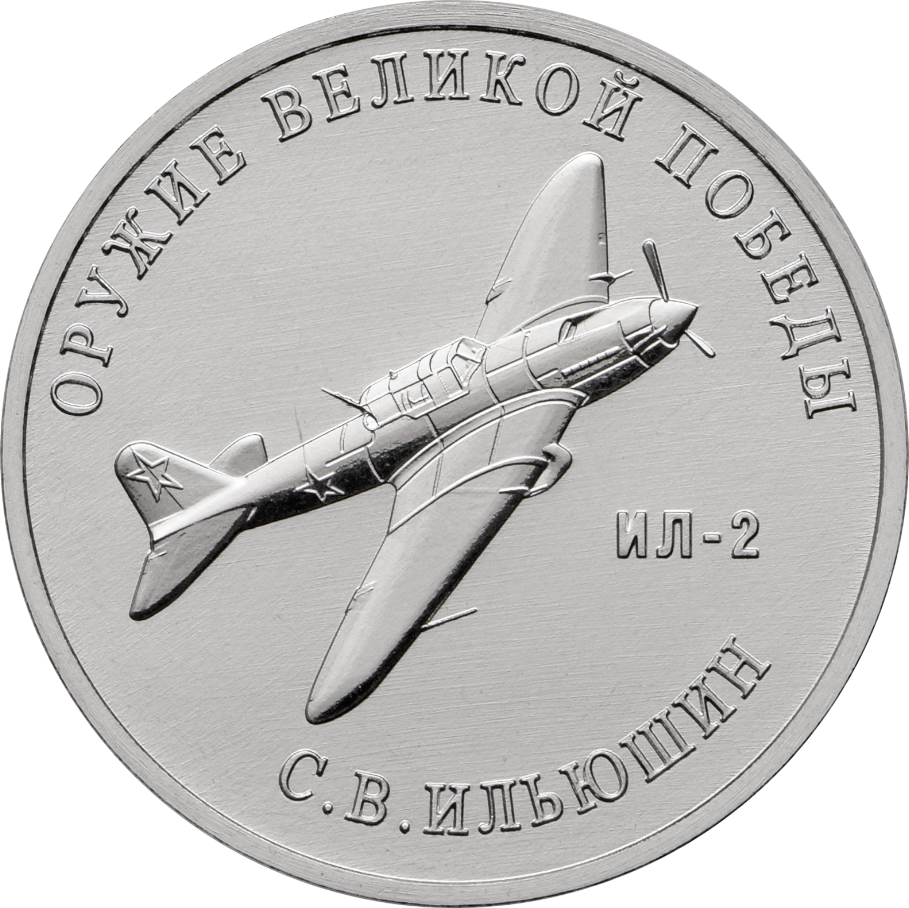
Монета Банка России номиналом 25 рублей. Серия «Оружие Великой Победы» (конструкторы оружия): С.В. Ильюшин, штурмовик Ил-2

## В игровой и сувенирной продукции
- Выпускаются сборные стендовые модели в масштабах 1:32, 1:48 и 1:72.
- В 2011 году в рамках журнальной серии издательства DeAgostini «Легендарные самолёты» с моделью-приложением к журналу в выпуске № 3 вышел Ил-2 КСС, в выпуске № 16 — одноместный Ил-2.
- В 2001 году вышел авиасимулятор Ил-2 «Штурмовик» (Разработчик Maddox games, дистрибьютор 1С). За счёт дополнений разросся далеко за «пределы» ВВС РККА и российской аудитории. Включает необычные модели: вышеупомянутый Ил-2Т и Ил-2И, не оснащённый пулемётами ШКАС. Позже были разработаны и выпущены следующие компьютерные игры, посвящённые Ил-2: «Ил-2 Штурмовик: Забытые сражения» (2003 г.), «Ил-2 Штурмовик: Крылатые хищники» (2009 г.), «Ил-2 Штурмовик: Битва за Британию» (2011 г.), «Ил-2 Штурмовик: Битва за Сталинград» (2014 г.)
- В онлайн ММО игре World of Warplanes Ил-2 одноместный и двухместный являются штурмовиками СССР 5 и 6 уровней.
- В онлайн ММО игре War Thunder Ил-2 и Ил-2М находятся на 2 и 3 ранге. За ними следует Су-6.
- В 1984 г. был изображен на одной из открыток в наборе «Советские самолёты / Боевые самолёты СССР». Художник: В. М. Иванов © Издательство «Изобразительное искусство», Москва.[62]

## Памятники самолёту
- В городе Самаре в 1975 году был установлен памятник штурмовику Ил-2 в качестве символа боевой и трудовой доблести горожан. Сначала памятник был установлен на территории завода, около проходной, однако вскоре было принято решение поставить самолёт на постамент в одном из самых видных мест города.[63]
- 9 мая 1979 года в городе Воронеже возле центральной проходной воронежского авиазавода был установлен памятник Ил-2 в честь трудового подвига воронежских авиастроителей во времена Великой Отечественной войны.
- В городе-герое Новороссийске недалеко от мемориального комплекса «Малая земля» установлен на постамент штурмовик Ил-2. Этот самолёт (условный № 2440, мотор АМ-38Ф № 24183) принадлежал 2-й авиаэскадрилье 8-го гвардейского штурмового авиаполка. Экипаж: лётчик — гвардии майор Виктор Федорович Кузнецов; воздушный стрелок — гвардии старший краснофлотец Александр Васильевич Решетинский. 19 апреля 1943 года во время штурмовки позиций врага самолёт Кузнецова был подбит и упал в море. Экипаж погиб. Поднят в 1974 году со дна Чёрного моря в урочище «Сухая щель» (недалеко от п. Дюрсо — напротив б/о «Романтик» Кубанского государственного технологического университета). Отреставрирован рабочими Новороссийского судоремонтного завода. Лётчики похоронены на братском кладбище на территории Новороссийской морской академии. Во время зимнего урагана 2012 года памятник сильно пострадал — хвостовая часть раздроблена и отломилась.
- В декабре 2017 года открыт, после реставрации, памятник «Самолёт-штурмовик Ил-2» в Новороссийске. Самолёт был поднят со дна моря и установлен на постамент в 1978 году.[64]
- В канун Дня Победы 8 мая 2008 года в городе Дубна Московской области был установлен памятник самолёту ИЛ-2. Одноместный штурмовик Ил-2 (бортовой номер 381417) в июне 1943 года упал в лес примерно в 5 км от современной Дубны. Более полувека пролежал в болоте, где его обнаружили энтузиасты-поисковики. В 2004 году самолёт был эвакуирован вертолётом МЧС и впоследствии восстановлен усилиями администрации с помощью предприятий, организаций и жителей города.[65]
- В посёлке Лебяжье Ленинградской области стоит памятник защитникам балтийского неба — полноразмерный самолёт Ил-2.
- В городе Истра, в городском парке на постаменте установлен памятник штурмовику Ил-2 (архитектор Л. Оршанский). Памятник открыт 9 мая 1965 года. Первый вариант памятника представлял собой дюралевый макет, устремлённый ввысь на постаменте, направленном на Запад. К следующей же годовщине Победы памятник был заменен на титановый, разработанный и изготовленный ОКБ Ильюшина. Надпись на постаменте: Штурмовик Ил-2 был нужен «как воздух, как хлеб». Легендарный «летающий танк» стал для захватчиков «Чёрной смертью» и до конца войны уничтожал живую силу и технику врага.
- В Музейном комплексе УГМК (г. Верхняя Пышма, Свердловская область) представлен Ил-2 образца 1942 года. Восстановлен силами специалистов Уральской горно-металлургической компании (УГМК).
- В 2019 году на Мемориальном комплексе «Курган Славы» (Республика Беларусь) при поддержке Федерации профсоюзов Беларуси установлен легендарный штурмовик «Ил — 2».https://1prof.by/news/belarus-pomnit/v-pamyat-o-geroyah/

## Летающие экземпляры
- 27 сентября 2011 года Ил-2, восстановленный в новосибирской компании «Авиареставрация», поднялся в небо. Этот самолёт являлся на тот момент единственным в мире летающим Ил-2.[66] 7 ноября 2011 года указанный самолёт участвовал в Параде Памяти в Самаре.[67] Самолёт был восстановлен по заказу американского коллекционера (на средства одного из основателей Microsoft Пола Аллена[68]) и после восстановления в начале 2012 года передан в США.[69][70]
- Аналогичная попытка восстановить до летающего состояния один из символов Победы была предпринята группой энтузиастов в городе Самара, где этот самолёт массово выпускался в годы Великой Отечественной войны. Планировалось представить восстановленный летающий Ил-2 на 70-м параде Победы. Однако эта инициатива не нашла поддержки у потенциальных спонсоров — крупного бизнеса, руководства заводов «Авиакор» и «Прогресс», и местных властей.
- 16 июня 2017 года в Новосибирске под управлением лётчика-испытателя Владимира Барсука совершил первый полёт Ил-2, отреставрированный фондом «Крылатая память Победы» совместно с ПАО «Авиационный комплекс им. С. В. Ильюшина», при участии ООО «Авиареставрация» и СибНИА им. С. А. Чаплыгина. Самолёт стал вторым на планете лётным экземпляром легендарного штурмовика. В дальнейшем планируется демонстрация самолёта в рамках различных мероприятий авиационной тематики.[68] В июле 2017 года самолёт участвовал в лётной программе авиасалона «МАКС-2017».